# Figuren aus Die Simpsons
Die Figuren der Zeichentrickserie Die Simpsons setzen sich zum Großteil aus einem zwar breiten, aber überschaubaren Spektrum aus „Springfield-Bewohnern“ zusammen, die so in verschiedenen Folgen verschiedene Funktionen und Beziehungen zueinander einnehmen können. Das detaillierte Zusammentragen von Informationen über die einzelnen Figuren, die zum festen Inventar von Springfield gehören, war deshalb stets ein Merkmal der weltweiten Simpsons-Fangemeinde.
Hinzu kommen Ereignisse und Personen, die nur in einzelnen Folgen eine Rolle spielen. Diese können innerhalb ihres Auftritts durchaus den Springfielder Mikrokosmos stark verändern; doch meistens gilt, dass diese Veränderungen nur innerhalb des Verlaufs der einzelnen Folgen gültig bleiben und das grundsätzliche Springfielder Personengerüst unberührt lassen.
Viele Daten der Figuren schwanken, so zum Beispiel das Alter von Homer. Andere passen einfach nicht, so waren zum Beispiel Figuren zusammen in einer Schulklasse oder beim Militär, haben jetzt aber einen gravierenden Altersunterschied. Auch kennen manche Personen einander anscheinend nicht, obwohl sie in Rückblenden einander des Öfteren begegnen; zum Beispiel Grampa Simpson und Mr. Burns.

## Familie Simpson
Die Familie Simpson besteht in der Hauptsache aus Vater Homer, Mutter Marge und den drei Kindern Bart, Lisa und Maggie. Außerdem wohnen der Hund Knecht Ruprecht (im Original: Santa’s Little Helper) und die Katze Snowball II im Haushalt.
Zur Verwandtschaft gehören Homers Vater Abraham Jebediah „Abe“ Simpson sowie Marges Mutter Jacqueline „Jackie“ Bouvier und ihre Schwestern Patty Bouvier und Selma Bouvier. Homers Mutter, Mona, starb in der 19. Staffel. Außerdem hat Homer einen Halbbruder, Herbert, und vermutlich eine Halbschwester, Abbie (diese hat allerdings nur in einer Folge einen Kurzauftritt).

## Im Kernkraftwerk

### Charles Montgomery Burns
Auftreten: durchgehend seit Staffel 1
Charles Montgomery „Monty“ Burns ist Besitzer des Atomkraftwerkes, Homers Arbeitgeber und der reichste und mächtigste Mann in Springfield. Er ist eine immer wiederkehrende Nebenfigur. Burns vertritt in der Serie das Klischee des bösen und unsympathischen Kapitalisten, der einen Sozialstaat und Gewerkschaften ablehnt. Dadurch und durch seine Rücksichtslosigkeit gegenüber anderen versucht er, immer mehr Reichtum anzuhäufen, obwohl er mehr Geld besitzt, als er jemals ausgeben könnte. Bei seinen Machenschaften kann er sich auf die Unterstützung seines unterwürfigen Assistenten Waylon Smithers verlassen, der ihm auch als Haushälter seines großen Anwesens dient. In einigen Folgen tritt auch eine menschlichere Seite von Burns zu Tage, zum Beispiel als er sich in Marge Simpson verliebt und versucht, ihr Herz zu erobern; eine folgenübergreifende Weiterentwicklung der Figur findet jedoch nicht statt.
Neben Burns’ häufig getätigtem Ausspruch „Ausgezeichnet!“ (im Original „Excellent!“), den er immer gebraucht, wenn etwas zu seiner absoluten Zufriedenheit läuft, ist vor allem sein Alter Objekt einiger Running Gags. So steht im Kontrast zu seiner wirtschaftlichen Macht seine extreme körperliche Schwäche, die immer wieder für komische Momente sorgt. Nur wenn er anderen Schaden zufügen will, hat er kurzzeitig ungeahnte Kräfte. Des Weiteren kann er sich nie an Homers Namen erinnern, obwohl sie in vielen Folgen miteinander zu tun haben. Dieser wichtige Running Gag gipfelt in der Simpsons-Doppelfolge Wer erschoss Mr. Burns? (Who shot Mr. Burns?) und wird in den späteren Folgen immer wieder aufgegriffen. Burns lebt häufig in der Vergangenheit: Er verwendet Begriffe und Gegenstände, die es schon seit Jahrzehnten nicht mehr gibt: z. B. will er sein Auto mit Petroleumdestillat betanken oder ein Telegramm per Drehflügelflugzeug ans preußische Konsulat in Siam schicken; auch wundert er sich oft über in seinen Augen aktuelle Gegebenheiten, über die ihn Smithers dann aufklären muss („Nein, Sir, damit haben Sie in den 30er Jahren aufgehört.“). Trotzdem sind ihm diese Wissenslücken nur selten ein Hindernis bei seinen geschäftlichen Unternehmungen.
In Rückblenden sieht man Burns oft als amerikanischen Soldaten im Zweiten Weltkrieg – teilweise zusammen mit Abraham Simpson –, andererseits wird jedoch auch oft angedeutet, dass Burns mit den Nationalsozialisten kollaborierte und den Krieg nur zur persönlichen Bereicherung nutzte. U.a. besitzt er einen SS-Ausweis mit farbigem Lichtbild, was für die damalige Zeit unüblich war. Inwieweit er mit oder für die SS gearbeitet hat, wird in weiteren Folgen nicht mehr thematisiert. Grundsätzlich gibt es allerdings diverse Widersprüche in seiner Biografie; der eigentliche Ursprung seines Reichtums wird nicht eindeutig geklärt.
Die Handlungsstränge um Mr. Burns beinhalten viele Anspielungen auf ähnliche Figuren der Filmgeschichte. Vor allem der fiktive Multimillionär Charles Foster Kane aus dem Film Citizen Kane dient immer wieder als Vorbild. In der Folge Frische Fische mit drei Augen (Two Cars in Every Garage and Three Eyes on Every Fish) erfährt der Zuschauer nicht nur erstmals, dass Burns einen Vornamen mit Kane teilt, auch die Szenen seines Wahlkampfes sind eine deutliche Hommage an den Filmklassiker. Auch die Folge Kampf um Bobo (Rosebud) zeigt Parallelen. Der Originaltitel der Folge spielt in Citizen Kane eine zentrale Rolle, und sowohl die Eröffnungsszene als auch die zerbrechende Schneekugel parodieren den Film. Es existieren aber auch etliche Anspielungen auf andere Bösewichte der Filmwelt. So wird beispielsweise in der Folge Wer erschoss Mr. Burns? beim Schnitt in Burns’ Büro die Erkennungsmelodie von Darth Vader aus der Filmreihe Star Wars gespielt (auch bekannt als Imperial March). Außerdem ist Burns der Vorsitzende der Republikaner von Springfield, die üblicherweise in einem düsteren Gruselschloss tagen.
Erster Auftritt: Es weihnachtet schwer (Simpsons Roasting on an open Fire)
Gesprochen wird Burns im Original von Harry Shearer, in der deutschen Synchronisation lieh ihm Reinhard Brock die Stimme. Seit dessen Tod ist Kai Taschner Mr. Burns deutsche Stimme.
Mr. Burns Alter wechselt sehr oft und dient vor allem als Running Gag. Sein Alter wird erstmalig in Staffel 2 Folge 2 Karriere mit Köpfchen (Simpson and Delilah) erwähnt, als Mr. Burns Homer offenbart, dass er erst 81 Jahre alt ist.

### Waylon Smithers
Auftreten: durchgehend seit Staffel 1
Waylon Smithers Junior, ursprünglich synchronisiert von Gerhard Acktun, später von Hans-Georg Panczak, ist der persönliche Assistent, Sekretär und Butler von C. Montgomery Burns und erfüllt seine Aufgabe mit großem Eifer. Er ist der Sohn von Waylon Smithers Senior der bis zu einem Unfall als Mr. Burns Assistent gearbeitet hat. Dass der von ihm so verehrte Chef seine aufopferungsvollen Dienste als selbstverständlich betrachtet und ihn in gefährlichen Situationen sogar oft im Stich lässt, schränkt seine Loyalität nicht im Mindesten ein. Smithers’ Unterwürfigkeit wird kaum verhehlt, Mr. Burns spielt darauf auch mehrfach an, als er Smithers als „ohne Rückgrat“ bezeichnet. Burns betrachtet Smithers in gewisser Weise als sein „Eigentum“ – als Burns zweimal sein Vermögen verliert, muss er ohne Smithers auskommen. In einigen seltenen Fällen wendet sich Smithers jedoch auch gegen seinen Chef, so half er etwa bei der Aufklärung zur gefälschten Bürgermeisterwahl von Tingeltangel-Bob mit, obwohl dieser politisch von Burns und anderen Republikanern gewollt war.
Anfangs versteckt, später jedoch immer öfter und deutlicher, tauchen in der Serie Anspielungen auf Smithers’ Homosexualität auf; er reagiert z. B. panisch und angewidert auf nackte Frauen. In mehreren Folgen wird vor allem auf Smithers’ Liebe zu seinem Chef angespielt – in einigen Episoden gesteht er sie Burns sogar, was dieser aber stets überhört bzw. nicht wahrhaben will. Smithers verheimlicht sein Doppelleben lange Zeit; ein tatsächliches Coming-out gibt es erst in der 27. Staffel (Episode 17, Ein Käfig voller Smithers).
Er ist großer Fan und leidenschaftlicher Sammler der Malibu-Stacy-Puppen und deren Zubehör.
Smithers scheint eine Art Hassliebe für Homer J. Simpson zu hegen. Einerseits wählt er ihn stets aus, wenn sein Chef einen „Testaffen“, „jemand Überflüssigen“ oder auch „jemanden mit besonderen Fähigkeiten“ sucht, andererseits betrauert er Homer, als dieser seinen Tod vortäuscht, und setzt sich für ihn ein. In einigen Episoden erlangt Homer eine höhere Stellung in der Firma und Mr. Burns hört dann oft eher auf ihn als auf Smithers, weshalb Smithers in diesem Falle oft versucht, Homer hinauszuwerfen oder ihn zumindest wieder in seine alte Position zu bringen. Meistens geschieht dies aber schon durch Homers Ungeschick.
Erster Auftritt: Der Versager (Homer’s Odyssey). In dieser Episode hat er noch eine wesentlich dunklere Hautfarbe, die einzig auf einen Kolorationsfehler zurückzuführen ist, dazu hat er anstelle seiner grauen Haarfarbe eine blaue Haarfarbe.
Smithers' Stimme war jedoch schon in Es weihnachtet schwer (Simpsons Roasting On An Open Fire) zu hören.
Originalsprecher: Harry Shearer

### Lenford „Lenny“ Leonard
Auftreten: durchgehend seit Staffel 1
Lenford „Lenny“ Leonard, ursprünglich synchronisiert von Bernd Simon und Ulf-Jürgen Wagner und später von Andreas Seyferth, ist ein guter Freund von Homer, der auch mit im Atomkraftwerk arbeitet und sich abends in Moes Taverne aufhält. Ursprünglich stammt er aus Chicago, wo er am 5. Dezember 1969 geboren wurde, und hat ein Diplom in Atomphysik. Seine stark ausgeprägte freundschaftliche Beziehung zu Carl wird häufig erwähnt. So hat er einmal sogar das Gesicht Carls in Stein gemeißelt. Sie werden oft für ein Pärchen gehalten, was die beiden auch wissen. Carl ermahnt Lenny des Öfteren, wenn er einen in dieser Hinsicht doppeldeutigen Kommentar abgibt („Ich weiß nicht, wo ich anfange und Carl aufhört…“ – „Lenny, genau solche Sätze sind es, weswegen die Leute uns für schwul halten!“).
Ein Running-Gag ist, dass er häufig die verschiedensten Gegenstände ins Auge bekommt (zum Beispiel Metall-Federn, Münzen, Pudding, Puzzleteile), meistens durch Homers Schuld. Er befürwortet viele verrückte Ideen Homers mit dem Satz: „Du sagst es, Homer!“
Erster Auftritt: Der schöne Jacques (Life on the Fast Lane)
Originalsprecher: Harry Shearer

### Carl Carlson
Auftreten: durchgehend seit Staffel 1
Carl Carlson, ursprünglich synchronisiert von Tonio von der Meden und Klaus Kessler und später von Peter Musäus, ist ein guter Freund von Homer, der mit ihm im Atomkraftwerk arbeitet und abends in Moes Taverne rumhängt. Er ist Afroamerikaner, der einen Teil seiner Kindheit bei Adoptiveltern in Island verbrachte.
Oft taucht er zusammen mit Lenny auf, da die beiden gute Freunde sind. Lenny scheint ebenfalls der Grund dafür zu sein, dass Carl in der Karriereleiter nicht weiter nach oben klettert. Er besitzt zwar ein Diplom in Atomphysik, bleibt aber lieber bei Lenny und Homer. Dieser Aspekt wird speziell in einer Episode behandelt, in der er kurzzeitig befördert wird und Homer und Lenny von seiner autoritären Führung genervt sind. Vor allem seine Freundschaft zu Lenny ist sehr eng, so dass sie oft als Parodie einer homosexuellen Beziehung gesehen werden kann. Beispielhaft dafür ist ein Dialog zwischen Lenny und Carl: „Erinnerst du dich, als wir so geküsst haben“ – „Unsere jeweiligen Freundinnen natürlich“. So begleitet er in einer Folge Homer, als dieser Springfield aufgrund eines Streites mit Marge verlässt, während Carl traurig erwähnt, dass er einen Streit mit Lenny habe.
Erster Auftritt: Homer als Frauenheld (Homer’s Night Out)
Originalsprecher: Hank Azaria

### Charlie
Mitwirkung: Staffel 1 bis Staffel 5
Charlie ist ein Mitarbeiter im Atomkraftwerk. Er ist ein ziemlicher Pechvogel, spielt gerne mit Atommüll, wurde jedoch als Aufseher für radioaktive Strahlung ausgebildet. Einmal erwähnt er, dass er eine Schwester habe.
Er tritt nur in den ersten fünf Staffeln regelmäßig auf und ist danach nur noch selten als Statist zu sehen. In der Episode Der behinderte Homer wird erklärt, dass er seine Arbeit seit einiger Zeit wegen einer Behinderung von zu Hause aus erledigt.
Erster Auftritt: Der schöne Jacques (Life on the Fast Lane)
Originalsprecher: Dan Castellaneta

## Familie Flanders

### Ned Flanders
Mitwirkung: durchgehend seit Staffel 1
Nedward „Ned“ Flanders, in der ersten Staffel gesprochen von Frank Röth, später von Ulrich Frank, ab der 27. Staffel von Claus-Peter Damitz, ist Witwer von Maude Flanders, Vater von Rod und Todd und Nachbar der Simpsons. Er lebt als sehr frommer Christ in Springfield. Ned spendet oft für wohltätige Zwecke, ist aktives Mitglied der Kirchengemeinde und Republikaner. Da er ständig beim Pastor anruft und Fragen stellt, geht er sogar ihm auf die Nerven („Reverend, ich … ich glaube, ich begehre meine eigene Frau“). Ned ist Inhaber eines Ladens, in dem Artikel für Linkshänder angeboten werden – des Leftorium, in der deutschen Synchronisation Linkshändrium genannt. Vorher arbeitete er zehn Jahre lang in der pharmazeutischen Industrie. Zudem betreibt er in einer Folge einen Internetversand unter dem Namen Flancrest Enterprises. Er besitzt keine Versicherung auf sein Haus, da er das für eine Art Glücksspiel hält, was ihm in der Folge Der total verrückte Ned zum Verhängnis wird: In dieser Episode wird das Haus der Flanders durch einen Hurrikan komplett zerstört.
Ned Flanders wird in vielen Punkten als extremer Gegensatz zu Homer dargestellt, was in diesem oft Neid und Hass weckt. So ist Flanders relativ wohlhabend und besitzt etwa einen Hobbykeller, wo er eine Beatlessammlung hat, die Bart und Milhouse in der Episode „Auf dem Kriegspfad“ zerstören. Mit allerlei Finessen wie etwa einem Zapfschrank und einem Billardtisch besitzt er teure Dinge, die sich die Simpsons nicht leisten können. So mäht er seinen Rasen mit einem Benzinrasenmäher genau zu dem Zeitpunkt, als sich Homer mit seinem handbetriebenen Rasenmäher herumärgert. Solche Ungleichgewichte umgeht Homer dadurch, dass er sich vieles, was er braucht und was Ned hat (z. B. Werkzeug oder einen Fernsehtisch), von diesem leiht und nie mehr zurückgibt. Allerdings holt sich Ned diese Gegenstände dank Edna Krabappels Hilfe in Staffel 22 in der Folge Nedna nach vielen Jahren wieder zurück. Zu den Running Gags der Serie gehören die Szenen, in denen Ned Homer höflich an die Rückgabe diverser Gegenstände erinnert. Viele dieser Dinge sind sogar mit der Aufschrift „Property of Ned Flanders“ (Eigentum von Ned Flanders) gekennzeichnet. Dennoch wird er von Homer meist barsch zurückgewiesen. Ned stört das jedoch nicht, im Gegenteil: Er lässt sich im Gegensatz zu Homer fast alles gefallen und flucht auch, anders als dieser, so gut wie nie.
Obwohl Homer ihn erkennbar nur ausnutzt, bemüht er sich unermüdlich um ein gutes Verhältnis zu seinen Nachbarn. Homer hat sogar einmal eine Hasshymne auf ihn geschrieben, die ein nationaler Hit wurde. Flanders summt die Melodie des Liedes später in der Folge sogar selbst, singt mit und hört es sich im Radio an. Homer kann Ned nicht ausstehen (häufige Aussage von ihm: „dämlicher Flanders“), aber als er ihn in einer Folge (Staffel 16, Folge 20) dann doch so sehr verärgert, dass dieser Springfield verlässt und in seinem Haus ein Schläger einzieht, vermisst Homer ihn und tut alles, um ihn zurückzuholen. Außerdem ist Homer in einigen Folgen auch um Neds Freundschaft bemüht, wobei er – wie er es häufig tut – übertreibt, sodass Flanders ihn wiederum als zu aufdringlich empfindet.
In einigen Folgen sieht man Ned mit durchtrainiertem Körper, was in starkem Kontrast zu Homer steht. Auch dies erregt gelegentlich Homers Neid (und Attraktion).
Ned ist als Parodie auf christliche Fundamentalisten in den USA angelegt. Er mag keine Katholiken. Dabei hat sich die Figur erst im Laufe der Serie entwickelt. Während Ned in den ersten Folgen als relativ „normaler“ Nachbar auftritt, wird er immer religiöser, und sein Charakter nimmt immer seltsamere Züge an. Während er Homer in einer der ersten Folgen mit „Hallo, Simpson“ oder „Grüß Gott, Nachbar“ begrüßt, sagt er später: „Hey-Didelldi-Doo, Homerchen/Nachbarino“. Seinen beiden Söhnen verbietet er, Uno zu spielen, weil er es als Einstiegsspiel für Poker ansieht.
Flanders Eltern waren (wie in mehreren Episoden gezeigt wird) Beatniks und lebten während seiner Kindheit mit ihm in Manhattan (New York).
Zum Ende der 22. Staffel kommt Ned mit Edna Krabappel zusammen. Die Zuschauer hatten daraufhin am Ende der Episode Nedna die Möglichkeit, während der Sommerpause über das Zusammenbleiben von Ned und Edna abzustimmen. Sie entschieden sich für die Beziehung der Figuren. Die Figur Edna Krabappel wurde 2014, einige Monate nach dem Tod der Synchronsprecherin Marcia Wallace, aus der Serie genommen, was Ned zum zweifachen Witwer machte.
Erster Auftritt: Es weihnachtet schwer (Simpsons Roasting on an open Fire)
Originalsprecher: Harry Shearer

### Maude Flanders †
Mitwirkung: Staffel 1 bis Staffel 11, danach gelegentlich in Rückblenden etc.
Maude Flanders, ursprünglich synchronisiert von Michaela Amler und später von Manuela Renard, war die brünette Ehefrau von Ned Flanders und Mutter von Rod und Todd. Sie war, wie ihr Ehemann, sehr religiös. Maude unterstützte Ned tatkräftig bei der Etablierung seines Ladens für Linkshänder, das Linkshändrium (engl. The Leftorium). Sie kam durch einen Unfall an einer Rennstrecke ums Leben: Maude fiel von der letzten Reihe einer Zuschauertribüne, weil sie einige T-Shirts, die aus Kanonen geschossen wurden, trafen. Eigentlich wurden die T-Shirts Homer Simpson zugeschossen, der danach gerufen hatte, sich wegen einer auf dem Boden liegenden Haarspange aber bückte. Zusätzlich hatte Homer seinen Wagen so geparkt, dass der Rettungswagen nicht zu ihr fahren konnte, was eine mögliche Wiederbelebung verhinderte. Nach ihrem Tod trauerte Ned noch lange.
Hintergrund für Maudes Serientod waren Streitigkeiten über das Gehalt der Originalsprecherin Maggie Roswell, die ihre Reisekosten zwischen ihrem Wohnort (Denver) und den Aufnahmestudios in Los Angeles vergütet haben wollte.
Erster Auftritt: Der Wettkampf (Dead Putting Society)
Originalsprecherin: Maggie Roswell/Marcia Mitzman Gaven

### Rod Flanders
Mitwirkung: durchgehend seit Staffel 1
Rodney Flanders, ursprünglich synchronisiert von Natascha Geisler und Caroline Combrinck später von Beate Pfeiffer, ist eines der beiden Kinder der Flanders, meistens der Größere. Er ist dennoch der Jüngere der beiden. Er leidet an Asthma und Diabetes. Wie sein Bruder ist er sehr kirchentreu.
In der Folge Barts Blick in die Zukunft sieht man Rod und Todd als homosexuelle Tischler im Garten. Ned sagt dazu zu Bart (als dieser ihn um Geld bittet): „Aber nur, weil du Rod und Todd nicht geoutet hast.“ In der Folge Eine Simpsons-Weihnachtsgeschichte (nach Dickens’ A Christmas Carol) sagt der Größere der beiden: „Ich bin eifersüchtig, weil die Mädchen Kleider tragen dürfen.“ Auch beobachten er und sein Bruder die Simpsons beim Duschen, als sie aufgrund eines Problems (eine Motorradgang hat ihr Haus besetzt) im Garten wohnen müssen. Im Himmel blickt Maude auf ihn herab und Bob Hope bezeichnet ihn als „Tunte“. Allerdings sagt Rod, als Ned und seine Söhne in einer Folge für kurze Zeit umziehen (Homer hat sie vertrieben) und Ned dann beschließt, wieder zurückzukehren: „Aber ich habe eine Freundin!“ – „Dann hast du jetzt eine Brieffreundin.“
Erster Auftritt: Vorsicht, wilder Homer (The Call of the Simpsons)
Originalsprecherin: Pamela Hayden

### Todd Flanders
Mitwirkung: durchgehend seit Staffel 1
Todd Flanders, ursprünglich synchronisiert von Natascha Geisler, Beate Pfeiffer, Caroline Combrinck und Timo Link, später von Shandra Schadt, ist ebenfalls eines der beiden Kinder der Flanders. In den meisten Folgen ist er der Kleinere der beiden, jedoch sind die Produzenten im Laufe der Zeit selbst durcheinander gekommen. Todd ist aber älter als sein Bruder Rod. Bei beiden wird einige Male auf eine Art Glaubenskrankheit angespielt. Die beiden Kinder lassen sich als Gutenachtgeschichte von Ned Passagen aus der Bibel erzählen. Auch sind beide aus religiösen Gründen nicht gegen Grippe geimpft und bekommen die Augen mit Seife gewaschen, wenn sie etwas Obszönes sehen („Dass es brennt, bedeutet Liebe.“).
Erster Auftritt: Es weihnachtet schwer (Simpsons Roasting on an open Fire)
Originalsprecherin: Nancy Cartwright

## In der Schule

### Zweite Klasse

#### Janey Powell
Mitwirkung: durchgehend seit Staffel 1
Janey Powell, ursprünglich synchronisiert von Michèle Tichawsky und später von Caroline Combrinck. Janey ist eine dunkelhäutige, achtjährige Freundin von Lisa, mit der sie gemeinsam die 2. Klasse der Grundschule Springfield besucht. Janey Powell spielt manchmal mit Lisa, doch manchmal lästert sie auch mit Sherri und Terri über sie. Sie besitzt die besondere Fähigkeit, mit ihrer Zunge die Nasenspitze berühren zu können. Zu ihren Hobbys gehören das Spielen mit Malibu Stacy, Seilspringen und das Telefonstreichespielen bei Jungs.
Erster Auftritt: Lisa bläst Trübsal (Moaning Lisa)
Originalsprecherin: Pamela Hayden

#### Ralph Wiggum
Mitwirkung: durchgehend seit Staffel 1
Ralph Wiggum, gesprochen von Beate Pfeiffer, ist der Sohn von Polizeichef Wiggum. Seit sein Vater ihn als Baby fallen ließ, ist er geistig stark benachteiligt und zurückgeblieben, hat Probleme, die einfachsten Dinge zu verstehen oder mit ihnen umzugehen. Trotz allem hat er es bis in die zweite Klasse geschafft. Er liebt Leim, Klebstoff, farbige Kreide, Wachs und Gras und zeigt ein starkes Verlangen, alle möglichen Dinge in seine Nase oder seinen Mund zu stecken und zu essen. Häufig sagt er, besonders im Schulunterricht, völlig banale Dinge, die nicht in die Situation passen, oft geht es dabei um seine Katze (z. B. „Der Atem meiner Katze riecht nach Katzenfutter!“).
In frühen Episoden lässt sich Ralph immer wieder von einem kleinen, grünen Kobold sagen, dass er anderer Leute Eigentum in Brand setzen soll. Ralph erwidert darauf immer nur mit einem zustimmenden Lächeln. Nebenbei macht sich Ralph gerne in die Hose, was er seiner Umgebung immer sofort stolz mitteilt. Er ist in einer Folge in Lisa verliebt (Ralph liebt Lisa). In der Folge Hello, Mr. President wird er gemeinsamer Präsidentschaftskandidat der Demokraten und Republikaner.
Die Band Bloodhound Gang widmete ihm ein Lied namens Ralph Wiggum, das hauptsächlich aus Zitaten von ihm besteht.
Erster Auftritt: Es weihnachtet schwer (Simpsons Roasting on an open Fire)
Originalsprecherin: Nancy Cartwright

#### Becky Shorter
Mitwirkung: durchgehend seit Staffel 1
Becky Shorter, gesprochen von Beate Pfeiffer ist eine weitere Freundin von Lisa. Sie ist acht Jahre alt, blond und hat einen Zopf. Becky trägt meist ein grünes Kleid sowie eine Zahnspange.
Erster Auftritt: Bart schlägt eine Schlacht (Bart the General)
Originalsprecherin: Pamela Hayden

#### Alison Taylor
Mitwirkung: durchgehend seit Staffel 6
Alison Taylor, synchronisiert von Jennifer Wippich, ist Lisas neue Mitschülerin, sieben Jahre alt und hat bereits eine Klasse übersprungen. Das ist auch der Grund, warum Lisa in Lisas Rivalin (Lisa’s Rival) eifersüchtig wird. Des Weiteren spielt sie wie Lisa Saxophon.
Erster Auftritt: Lisas Rivalin (Lisa’s Rival)
Originalsprecherin: Maggie Roswell

### Vierte Klasse

#### Kyle (Database)
Mitwirkung: durchgehend seit Staffel 6
Kyle, meist unter dem Spitznamen Database oder auch Data bekannt, gesprochen von Sonja Reichelt, ist ein Mitglied der Streberclique („Die Super-Freunde“) an der Grundschule von Springfield rund um Martin Prince und damit ein ebenso häufiges Opfer der Schulschläger um Nelson Muntz. Er hat immer wieder kleinere Sprechrollen. Sein Vater taucht zusammen mit ihm in der Episode um die Feindschaft der beiden Städte Springfield und Shelbyville um einen Zitronenbaum kurz auf, hat aber keine tragende Rolle. Im DVD-Kommentar zu dieser Folge sagt der Simpsons-Schöpfer Matt Groening, dass Database seine ungeliebteste wiederkehrende Figur sei. In Folge 389 besitzt er auf einer Schülerliste den Vornamen Martin.
Erster Auftritt: Barts Komet (Bart’s Comet)
Originalsprecherin: Nancy Cartwright

#### Lewis Clark
Mitwirkung: durchgehend seit Staffel 1
Lewis, gesprochen von Natascha Geisler und Sonja Reichelt, ist ein dunkelhäutiger Mitschüler von Bart und der beste Freund von Richard. Er ist ein guter Freund von Bart und sowohl ein Mittäter wie auch ein Opfer seiner Streiche.
Er tritt in den neueren Folgen sehr in den Hintergrund und spricht nicht mehr. Seine Eltern leben getrennt.
Erster Auftritt: Es weihnachtet schwer (Simpsons Roasting on an open Fire)
Originalsprecherin: Russi Taylor

#### Martin Prince
Mitwirkung: durchgehend seit Staffel 1
Martin, ursprünglich synchronisiert von Gabor Gomberg und Inez Günther und später von Michèle Tichawsky, ist der beste Schüler in Barts Klasse, wahrscheinlich sogar der ganzen Schule. In der vierten Klasse sitzt er genau vor Bart. Er hat einen extrem hohen Intelligenzquotienten von 216, der einmal Bart zugeschrieben wurde, als dieser die Namen auf den Prüfungen vertauschte. Außerdem wird er zum Klassensprecher gewählt. Er kann Bart übertrumpfen, da nur zwei Schüler zur Wahl gehen und der Rest bei Barts Wahlparty schon dessen Sieg feiert. Aufgrund seiner Leistungen und seines Verhaltens (er setzt sich zum Beispiel einmal dafür ein, dass der Schultag um 20 Minuten verlängert wird) ist er bei den Lehrern sehr beliebt, während seine Mitschüler ihn als Streber ansehen und oft genug deswegen und aufgrund seines Übergewichts drangsalieren. Aus diesen Gründen ist er außerdem oft Opfer der vier Rowdys. Sein sehnlichster Berufswunsch ist es, Systemanalytiker zu werden.
An Halloween verkleidet er sich mehrmals als Oberon, König der Elfen (siehe Treehouse of Horror: B.I.: Bartifical Intelligence, Bösartige Spiele).
Als zielstrebiger, ehrgeiziger und engagierter Schüler stellt er das krasse Gegenteil zu Bart Simpson dar. Er bezeichnet sich daher selbst als „Barts natürlichen Feind“, tritt jedoch oft auch als Freund von Bart auf, mit dem er gemeinsame Unternehmungen tätigt. Nachdem Bart sich in einer Folge der siebten Staffel einen falschen Führerschein ausgestellt hat, begleitet Martin ihn mit Nelson und Milhouse während der Frühlingsferien in einer chaotischen Fahrt quer durch das Land nach Knoxville (Tennessee), um die Weltausstellung zu besuchen. Auch mit Lisa Simpson hat Martin eine wechselhafte Beziehung. Oft arbeiten sie in verschiedenen Folgen bei Hausaufgaben und Schulprojekten zusammen, sind aber auch hin und wieder erbitterte Konkurrenten bei den wiederkehrenden Schulausstellungen.
Martin erscheint oftmals voller Enthusiasmus, was seine Mitmenschen zumeist nervt. Außerdem wird in manchen Folgen mal mehr und mal weniger deutlich auf seine eventuelle sexuelle Ausrichtung eingegangen. So mustert Martin in einer Traumsequenz (als deutlich älterer, sportlicher Teenager) einen anderen Jungen von oben bis unten, während er ein Mädchen, das ebenfalls neben ihm steht, nicht beachtet. Auch machen sich Martins Mitmenschen öfter über seine fast mädchenhafte Fröhlichkeit lustig.
Erster Auftritt: Bart wird ein Genie (Bart the Genius)
Originalsprecherin: Russi Taylor

#### Milhouse Mussolini van Houten
Mitwirkung: durchgehend seit Staffel 1
Milhouse van Houten, synchronisiert von Michaela Amler, ist Barts bester Freund. Er hat blaue Haare und trägt eine dicke, rote Brille, ebenso wie seine Eltern Kirk und Luann van Houten. Milhouse gehört nicht gerade zu den beliebtesten Kindern in der Schule, und so genießt er in Barts Gegenwart wenigstens bei einigen Mitschülern ein wenig Anerkennung. Er ist verzweifelt in Lisa verliebt; in mehreren Zukunftsvisionen hat er noch als Highschool-Schüler und Erwachsener mit Lisa zu tun.
Milhouse ist weinerlich und hat eine starke Sehschwäche. Homer kann ihn nicht leiden und vergisst immer wieder seinen Namen oder nennt ihn Milton. Seine Eltern lassen sich scheiden, finden später aber wieder zusammen.
Milhouse besucht jedes Jahr für 2 Wochen seine italienische Großmutter, Nana Sofia, in der Toskana und spricht fließend Italienisch. Seine Großmutter hat von einem amerikanischen Soldaten ein uneheliches Kind (Onkel Bastardo).
Die Vorlage für die Figur Milhouse lieferte Paul Pfeiffer, eine Figur aus der amerikanischen Serie Wunderbare Jahre.
Der erste Vorname ist abgeleitet vom ehemaligen Präsidenten Richard Nixon, dessen zweiter Vorname Milhous lautete. Der zweite Vorname ist abgeleitet von italienischen Diktator Benito Mussolini. Der Nachname van Houten ist an Leslie Van Houten angelehnt, eine in den USA verurteilte Mörderin, die Mitglied der Manson Family war.
Erster Auftritt: Es weihnachtet schwer (Simpsons Roasting on an open Fire)
Originalsprecherin: Pamela Hayden

#### Nelson Muntz
Mitwirkung: durchgehend seit Staffel 1
Nelson Muntz, ursprünglich synchronisiert von Waldemar Wichlinski und später von Wolfgang Schatz, ist ein Schläger in der Schule, der sich ständig durch ein hämisches „Haha!“ bemerkbar macht und damit oft an Orten auftaucht, wo Leuten Missgeschicke passieren. Charakteristisch für sein Aussehen sind seine hervorstehenden Zähne und seine blaue Weste, die er fast immer trägt. Nelson ist nicht übermäßig intelligent und ein eher mäßiger Schüler. Er ist einmal sitzen geblieben und deshalb noch in der vierten Klasse. Zu seinen bevorzugten Opfern gehören Bart Simpson, Milhouse van Houten, Martin Prince und andere körperlich schwächere Schüler. Sein Vorname ist abgeleitet von dem Wrestling-Griff Full-Nelson.
Seine Mutter interessiert sich nicht besonders für Nelson, da sie, wenn sie nicht gerade im Gefängnis sitzt, mit ihrem Alkoholmissbrauch beschäftigt ist. Wiederholt wird angedeutet, dass sie als Prostituierte und Stripperin arbeitet. Nelson leidet sehr darunter, dass sein Vater die Familie verlassen hat, obwohl er nur kurz Zigaretten kaufen wollte. Trotzdem glaubt Nelson zu wissen, dass er vorsätzlich Autounfälle verursacht. Er taucht in der 3. Episode der 16. Staffel erstmals wieder auf. In der Folge „Die Schatzsuche“ (S7E22) stellt sich Nelsons Großvater als Richter vor, der bereits 47 Menschen zum Tode verurteilt hat.
In der Episode Lisa will lieben ist Lisa in Nelson verliebt; seitdem gibt es immer wieder Folgen, in denen das engere, gute Verhältnis der beiden thematisiert wird.
Wie die meisten Schläger in Barts Schule hat auch Nelson immense emotionale Probleme, die er durch seine brutale Art weitestgehend kaschieren kann, die jedoch vereinzelt immer wieder hervorbrechen. Zum Beispiel zeigt er, wenn allein zu sein glaubt, sein Wissen über Hauswirtschaft und mag den Schlagersänger Andy Williams. Generell ist er trotz seines Charakters in vielen Situationen kooperationsfähiger als die anderen Schläger der Schule und im Gegensatz zu diesen gelegentlich auch ein Freund anderer Schüler. So ist Nelson zwar ein Mitglied der Schlägergang und verprügelt zusammen mit dieser andere Schüler wie Bart oder richtet anderes Unheil an, macht allerdings oft auch Unternehmungen auf eigene Faust. Zudem tritt die Schlägergang oft auch ohne ihn auf. Die Anerkennung der anderen Rowdys ist ihm jedoch wichtig; beispielsweise wird er von ihnen in der Episode Lisa will lieben für seine Beziehung zu Lisa verspottet und zerstreitet sich mit ihnen. Die Versöhnung folgt jedoch bald darauf, als sie gemeinsam das Haus von Rektor Skinner bewerfen. Gleichzeitig beendet er die Beziehung zu Lisa.
Nelson steht in einem zwiespältigen Verhältnis zu Bart. Meistens bekommt auch Bart sein Hobby als Schläger zu spüren, wenn er mit seinen Kumpels Barts Taschengeld stiehlt. In verschiedenen Folgen ist Nelson aber auch Barts Freund, besonders dann, wenn Bart selbst als Rowdy agiert und Streiche spielt. Allerdings kommt es oft vor, dass Nelson Bart für falsche oder unmoralische Dinge mit Schlägen bestraft, zum Beispiel wenn Bart „sich mit fremden Federn schmückt“ oder „die Zeit der Lehrer verschwendet“, wenn er sich meldet, ohne etwas zu wissen.
In den ersten Staffeln hat er zwei Kameraden, die ihn stets begleiten. Diese verschwanden allerdings im Laufe der Serie.
Erster Auftritt: Bart schlägt eine Schlacht (Bart the General)
Originalsprecherin: Nancy Cartwright

#### Richard
Mitwirkung: durchgehend seit Staffel 1
Richard, synchronisiert von Michèle Tichawsky, ist ein grauhaariger Mitschüler von Bart und der beste Freund von Lewis. Er trägt immer eine Lederjacke. Er wurde in frühen Folgen mit Bart, Milhouse und Lewis zusammen gezeigt, während sie Streiche aushecken. Er kommt laut Lisa besser bei Mädchen an als Milhouse. In späteren Staffeln war er nahezu ausschließlich im Hintergrund in Schulszenen zu sehen.
Erster Auftritt: Es weihnachtet schwer (Simpsons Roasting on an open Fire)
Originalsprecherin: Jo Ann Harris, Maggie Roswell

#### Melissa
Mitwirkung: durchgehend seit Staffel 1
Melissa, gesprochen von Caroline Combrinck, ist eine Mitschülerin von Bart. Sie ist blond und trägt zwei Zöpfe, an denen violette Schleifen sind. In Bei Simpsons stimmt etwas nicht wird ihr Name erstmals erwähnt.
Erster Auftritt: Bart wird ein Genie (Bart the Genius)
Originalsprecherin: Nancy Cartwright

#### Sherri und Terri
Mitwirkung: durchgehend seit Staffel 1
Sherry und Terry, synchronisiert von Caroline Combrinck, sind Zwillinge mit langen, violetten Haaren und besuchen die vierte Klasse der Springfielder Grundschule. Man kann die beiden überhaupt nicht unterscheiden, aber die Springfielder können sie anscheinend trotzdem auseinanderhalten. In der Episode Barthood (Staffel 27) verwechselt der jugendliche Bart die beiden, als er versehentlich Terry anstelle ihrer Schwester küsst. In der deutschen Synchronisation hatten sie anfangs manchmal unterschiedliche Stimmen, was aber inzwischen nicht mehr aktuell ist. Beide treten immer nur zusammen auf und ergänzen gegenseitig ihre Sätze. Mitunter halten sie sich für etwas Besseres und finden Gefallen daran, Lisa aufzuziehen und Bart Streiche zu spielen.
Die Namen sind an Jerry Hall und deren Zwillingsschwester Terry angelehnt.
Erster Auftritt: Es weihnachtet schwer (Simpsons Roasting on an open Fire)
Originalsprecherin: Russi Taylor

#### Wendell Borton
Mitwirkung: durchgehend seit Staffel 1
Wendell, synchronisiert von Caroline Combrinck, Beate Pfeiffer und Natascha Geisler, besucht Barts Klasse. Er trägt ein hellblaues T-Shirt und hat weiße, lockige Haare. Er ist sehr blass, und da er ständig krank ist, hat er die meisten Fehlstunden an der Springfielder Grundschule. Bei jeder Fahrt mit dem Schulbus wird es Wendell übel und auch sonst hat er nicht gerade den stärksten Magen – was der Küchenhilfe Doris gerade recht kommt. Häufig erbricht er sich in den Sandkasten auf dem Schulhof, den dann Hausmeister Willie sehr verärgert reinigen muss.
Erster Auftritt: Es weihnachtet schwer (Simpsons Roasting on an open Fire)
Originalsprecherin: Russi Taylor

### Sechste Klasse

#### Dolphin Starbeam
Mitwirkung: durchgehend seit Staffel 1
Dolphin Starbeam, genannt „Dolph“, ursprünglich synchronisiert von Dirk Meyer und später von Nico Macoulis, ist ein jüdischer Freund von Jimbo und einer der vier Schlägertypen in der Schule. Er hat lange, rote Haare, die immer sein rechtes Auge bedecken, in den neueren Folgen aber nicht mehr. Dolphs brutales Verhalten und seine Missachtung jeglicher Autorität brachten ihn schließlich zu den verwandten Seelen Kearney, Jimbo und Nelson. Seinen jüdischen Glauben bekennt er u. a. in der Folge Der Sicherheitssalamander (S17E07): er verabschiedet sich von Kearney und Jimbo mit den Worten: „Ich verzieh’ mich. Ich hab Hebräisch-Unterricht.“
Erster Auftritt: Bart köpft Oberhaupt (The Telltale Head)
Originalsprecherin: Tress MacNeille

#### Jimbo Jones
Mitwirkung: durchgehend seit Staffel 1
Corky James „Jimbo“ Jones, ursprünglich synchronisiert von Alexander Brem und Jennifer Wippich und später von Natascha Geisler und Kathrin Gaube, ist einer der vier Schlägertypen an der Schule. Er ist an dem Totenkopf-T-Shirt und der violetten Strickmütze zu erkennen. Sein richtiger Vorname ist „Corky“. Seine Familie ist offensichtlich wohlhabend, da er in einem außergewöhnlich großen Haus in besserer Gegend wohnt. In einem Comic wird deutlich, dass er, als er neu an der Schule war, noch ein braver Junge war. Das ändert sich aber im Verlauf dieser Geschichte. In Abwesenheit seiner Schlägerfreunde ist er ein sehr sensibler und emotionaler Junge. Dies wird auch deutlich, als er von Moe bedroht wird und weinend zusammenbricht. Er hat oben auf seinem Kopf keine Haare, weshalb er so gut wie immer eine Mütze trägt.
Aufgrund seiner Desillusionierung von der Gesellschaft plant er, später Jura zu studieren.
Die Rolle des Jimbo Jones ist inspiriert durch die Figur des Ted in Bill & Ted’s verrückte Reise in die Zukunft, dargestellt von Keanu Reeves.
Erster Auftritt: Bart köpft Oberhaupt (The Telltale Head)
Originalsprecherin: Pamela Hayden

#### Kearney Zzyzwicz
Mitwirkung: durchgehend seit Staffel 1
Kearney Zzyzwicz [ˈzaɪzwɪks], synchronisiert von Beate Pfeiffer, Kathrin Gaube und Michèle Tichawsky, ist der letzte im Bund der vier Schulschläger. Sein Nachname wurde erst in der 18. Staffel bekannt. Er hat eine Glatze und Nietenarmbänder. In verschiedenen Folgen ist zu erkennen, dass er deutlich älter als die anderen Schüler ist und vermutlich entsprechend oft sitzengeblieben ist. Er hat zum Beispiel einen Führerschein und fährt mit dem Auto zur Grundschule. Außerdem ist er bereits geschieden und Vater eines Jungen, der in mindestens einer Folge mit ihm dieselbe Klasse besucht und bis auf die Größe genauso aussieht wie er. Des Weiteren erwähnt Otto einmal, dass er zusammen mit ihm in der dritten Klasse war. In einer anderen Folge wird erwähnt, dass Kearney bereits die 200-Jahr-Feier Springfields im Jahr 1976 miterlebt hat. Er scheint aber noch nicht 21 zu sein, da er einmal versucht, im Kwik-E-Mart mit einem gefälschten Ausweis Bier zu kaufen. Darüber hinaus erwähnt er in einer Folge bei einem satirischen Seitenhieb auf den Jugendschutz, dass er im Teenager-Alter sei.
Erster Auftritt: Bart köpft Oberhaupt (The Telltale Head)
Originalsprecherin: Nancy Cartwright

### Weitere Schüler

#### Uter Zörker
Mitwirkung: durchgehend seit Staffel 5
Uter, ursprünglich synchronisiert von Nico Macoulis und später von Caroline Combrinck, ist ein Austauschschüler aus der Schweiz, im Original aus Deutschland. Er isst sehr gerne Schokolade und andere Süßigkeiten und ist demzufolge stark übergewichtig. Er wird von anderen Schülern wegen seiner Fettleibigkeit und seiner Nationalität gehänselt. Sein Vater arbeitet als Vorarbeiter bei den Basler Kaugummiwerken. In der Originalfassung arbeitet sein Vater als Vorarbeiter in den Düsseldorfer Kaugummiwerken (The Düsseldorf Gumworks).
Im US-Original der Serie ist Uter Deutscher und heißt Üter. Die amerikanischen Zeichner benannten ihn so, da sie dachten, „Üter“ sei ein geläufiger deutscher Name, verwechselten ihn aber mit „Günther“. Offenkundig ist Uter dem deutschen Augustus Gloop aus Roald Dahls Charlie und die Schokoladenfabrik nachempfunden, worauf mitunter der Bezug auf Düsseldorf verweist.
Gekleidet ist er wie ein Tiroler und entspricht dem in Amerika verbreiteten Klischee des „Lederhosen-Bayern“. Er spricht in der deutschen Version ein nachgemachtes Schweizer Hochdeutsch und in der englischen mit deutschem Akzent, was wohl auch auf die amerikanischen Klischees zurückgeht. In der elften Staffel erwähnt Skinner, dass Uter auf dem letzten Schulausflug verschwand – er taucht jedoch in späteren Staffeln wieder auf. Sein Name und die Verbindung nach Düsseldorf sind wohl auch der Vorliebe der Sendungsmacher für die als typisch deutsch angesehenen Umlaute (Ä, Ö, Ü) geschuldet, so wird auch ein in Springfield veranstaltetes Oktoberfest auf einem Transparent als „Öktöbërfëst“ bezeichnet.
Erster Auftritt: Die Fahrt zur Hölle (Treehouse of Horror IV)
Originalsprecherin: Russi Taylor

### Lehrerkollegium und weiteres Personal

#### Rektor Seymour Skinner
Mitwirkung: durchgehend seit Staffel 1
Seymour Skinner (Geburtsname Armin Tamzarian), ursprünglich synchronisiert von Fred Klaus und Klaus Guth und später von Jo Vossenkuhl, ist der 44-jährige Rektor der Grundschule von Springfield, welche Bart und Lisa Simpson besuchen. Er ist sehr streng und ordentlich. Er lebt immer noch bei seiner Mutter Agnes, die ihn bevormundet und oftmals in der Öffentlichkeit beschimpft oder bloßstellt. Er unterhält über mehrere Staffeln hinweg eine Affäre mit Edna Krabappel. Skinner ist Veteran des Vietnamkrieges, was ihn bis heute in seinem Handeln beeinflusst und über einen Großteil der Serie (später kaum noch) zu absurd anmutenden traumatischen Rückblenden führt. In der Folge Alles Schwindel (S09E02) wird bekannt, dass Skinner in Wahrheit ein gedankenlos handelnder krimineller Jugendlicher namens Armin Tamzarian statt des heutigen Spießers war und nur die Identität und die Träume seines Armeevorgesetzten angenommen hat, um dessen schlecht sehender Mutter (Agnes Skinner) nicht von dessen vermeintlichem Tod berichten zu müssen. Im Verlauf der Folge wird ihm offiziell der Name „Seymour Skinner“ verliehen, mitsamt der dazugehörigen Vergangenheit und seiner Mutter, da Agnes den echten Skinner als ihr gegenüber nicht unterwürfig ablehnt.
Der Vorname Seymour setzt sich aus den englischen Begriffen „see more“ zusammen, der Nachname Skinner geht zurück auf Burrhus Frederic Skinner bzw. auf den Namenspaten der US-Südstaaten-Rockband Lynyrd Skynyrd, einen ordnungsliebenden ehemaligen Highschool-Lehrer ihrer Gründungsmitglieder, Leonard Skinner.
Erster Auftritt: Es weihnachtet schwer (Simpsons Roasting on an open Fire)
Originalsprecher: Harry Shearer

#### Oberschulrat Gary Chalmers
Mitwirkung: durchgehend seit Staffel 1
Gary Chalmers, laut eigenen Angaben geboren und aufgewachsen in Utica, New York, ursprünglich synchronisiert von Joachim Höppner, später von Berno von Cramm, Fritz von Hardenberg und Reinhard Brock, taucht immer mal wieder zu einer Inspektion der Springfielder Grundschule auf. Die penible Ordnung von Rektor Skinner endet jedoch regelmäßig im meist durch Bart Simpson verursachten, Chaos, sodass Skinner mit verlegenen Ausreden die Lage zu retten versucht. Chalmers hat in mehreren Episoden eine Liebesbeziehung mit Rektor Skinners Mutter. Da sein Vater ihn nach dem Konzept des Radikalen Behaviorismus erzogen hat, schreit er ständig laut „Skinner!“, auch wenn es gar nicht nötig ist. Dies macht Skinner deutlich zu schaffen. In manchen Folgen unterstellt Chalmers Skinner bei dessen Anbiederungsversuchen immer wieder homosexuelle Absichten, Skinners Beziehung zu Edna beweist jedoch, dass der Rektor keineswegs schwul ist.
Chalmers ist der Vater von Shauna Chalmers, einer Jugendlichen, die unter anderem eine Beziehung zu Jimbo Jones hat.
Erster Auftritt: Das Schlangennest (Whacking Day)
Originalsprecher: Hank Azaria

#### Edna Krabappel †
Mitwirkung: Staffel 1 bis Staffel 25
Edna Krabappel, ursprünglich synchronisiert von Gudrun Vaupel und später von Inge Solbrig, ist Bart Simpsons Grundschullehrerin in der vierten Klasse und Raucherin. Charakteristisch für sie ist ein spöttisches Lachen („Ha!“), wenn sie etwa Bart zum Nachsitzen verdonnert oder sie einen Kommentar ablässt. In der Folge Die scheinbar unendliche Geschichte erfährt man, dass sie sich von Moe trennte, da Bart behauptete, den ganzen Sommer nachsitzen zu müssen, jedoch nur Mikroskope mit Nelson klauen wollte. So wurde sie Barts Lehrerin. Häufig von ihm und seinen Streichen gepiesackt, scheint sie doch gewisse freundschaftliche Sympathien für Bart zu hegen. Sie wird von Bart als Lehrerin des Jahres vorgeschlagen. Sie scheint von ihrem Beruf frustriert zu sein; der Zuschauer sieht sie häufig seufzend, stöhnend und vor allem rauchend, zudem sprechen ihre Augenringe dafür. Laut eigener Aussage hat sie in Harvard studiert. Ihr größter Traum ist häufig, eine „Freikarte“ raus aus dem Lehrerberuf zu finden, z. B. als Immobilienmaklerin.
Seit Edna von ihrem Mann verlassen worden ist, als dieser sich während der Eheberatung mit der jungen attraktiven Eheberaterin davonmachte, ist sie einsamer Single und sehnt sich nach Liebe, weswegen sie in früheren Folgen mehrere Affären mit diversen Bürgern Springfields hat, u. a. mit Moe Szyslak und dem Comicbuchverkäufer. Vor allem entwickelt sich jedoch schon davor eine sehr unregelmäßig geführte Beziehung zwischen Edna und Schuldirektor Seymour Skinner, was zu einem Skandal unter den Eltern der Schule und Entlassungsforderungen führt. Da die beiden aber nie Geschlechtsverkehr zu haben scheinen und lediglich knutschen, entspannt sich die Lage abrupt. Die Beziehung verläuft nicht immer harmonisch, vor allem deshalb, weil sich Edna von Seymours stark abhängiger und despotischer Mutter bedrängt fühlt und Seymour keinerlei Mut zeigt, woran in der Episode Hochzeit auf Klingonisch auch die Hochzeit der beiden scheitert.
Zum Ende der 22. Staffel kommt Edna mit dem Witwer Ned Flanders zusammen. Die Zuschauer hatten daraufhin am Ende der Episode Nedna die Möglichkeit, während der Sommerpause über das Zusammenbleiben von Ned und Edna abzustimmen. Sie entschieden sich für die Beziehung der Figuren. Später heirateten sie; Edna behielt aber anscheinend ihren Nachnamen.
Nach dem überraschenden Tod der Sprecherin Marcia Wallace teilte der Produzent Al Jean mit, dass Edna Krabappel aus der Serie herausgenommen werde. Nach zwei Erinnerungen an Edna in einem Tafel- und einem Couch-Gag wird in der Episode Der Herr der Gene in der 25. Staffel in einer kleinen abschließenden Szene auf den Umstand ihres Todes aufmerksam gemacht, indem Ned mit zwei gerahmten Fotos seiner gestorbenen Frauen zu sehen ist und ebenso wie Nelson Muntz seine Trauer äußert. Ihre Todesursache in der Serie wurde bisher nicht erläutert.
Erster Auftritt: Bart wird ein Genie (Bart the Genius)
Originalsprecherin: Marcia Wallace.

#### Elizabeth Hoover
Mitwirkung: durchgehend seit Staffel 1
Miss Hoover, synchronisiert von Manuela Renard, unterrichtet in der Grundschule von Springfield die zweite Klasse. Somit ist sie u. a. die Lehrerin von Lisa und Ralph Wiggum, dem Sohn des Polizeichefs. Sie hat ein Nervenproblem (Hypochondrie) und scheint von ihrem Job frustriert zu sein, sodass sie die Schüler des Öfteren dazu auffordert, die letzten Minuten des Unterrichts ruhig dazusitzen und konzentriert ins Leere zu starren, anstatt sie zu unterrichten. Besonders Ralph frustriert sie. Sie ist mit Edna Krabappel befreundet. Sie hat braunes, in frühen Folgen blaues Haar und trägt eine Brille. Des Weiteren raucht Miss Hoover, wie fast alle Lehrkräfte der Schule, und sie ist eine Trinkerin.
Erster Auftritt: Marges Meisterwerk (Brush with Greatness)
Originalsprecher: Maggie Roswell, Marcia Mitzman Gaven

#### Dewey Largo
Mitwirkung: durchgehend seit Staffel 1
Mr. Largo, ursprünglich synchronisiert von Ulrich Bernsdorff und später von Ivar Combrinck und Berno von Cramm, ist Musiklehrer und Leiter des Schulorchesters. Optisch verkörpert er einen typischen männlichen Lehrer mit längerem Haar sowie Hemd und Pullover. Er ist im Vorspann zu sehen. Sein musikalisches Talent scheint eher gering zu sein, da die Band fast immer nur Stars and Stripes Forever probt, wenn man sie sieht. Sobald Mr. Largo den Raum verlässt, spielt die Band das Lied Pop goes the Weasel, was sie die „verbotene Musik“ nennen. Mr. Largo ist eventuell homosexuell und gelegentlich mit Mr. Smithers zu sehen.
Erster Auftritt: Es weihnachtet schwer (Simpsons Roasting on an open Fire)
Originalsprecher: Harry Shearer

#### Sportlehrer Mr. Krupt
Mitwirkung: Staffeln 17 und 20 bis 23
Mr. Krupt, synchronisiert von Thomas Albus, auch Coach Krupt genannt, ist Sportlehrer an der Grundschule. Bei den Schülern ist er gefürchtet, weil er oft mit ihnen Bombenangriff spielt, indem er die Schüler kraftvoll mit Bällen bewirft. Er wurde in Ein perfekter Gentleman als Nachfolger von Mrs. Pommelhorst vorgestellt.
Erster Auftritt: Ein perfekter Gentleman (My Fair Lady)

#### Dr. J. Loren Pryor
Mitwirkung: Staffel 1 und 2
Dr. J. Loren Pryor, ursprünglich synchronisiert von Michael Gahr und später von Thomas Rau, Fritz von Hardenberg und Reinhard Brock, ist in den ersten Staffeln der Schulpsychologe der Grundschule von Springfield. Homer und Marge Simpson müssen ihn konsultieren, als Bart wieder einmal etwas angestellt hat. Er schickt Bart in der Episode Bart wird ein Genie auf eine Hochbegabtenschule, weil Bart bei einem IQ-Test seine Arbeit mit der seines Klassenkameraden Martin vertauscht hat und so das beste Ergebnis in der Klasse bekommen hat.
In der Episode Die Saxophon-Geschichte, die in einer Zeit spielt, als Bart gerade eingeschult wird, trifft er erstmals auf die Simpsons. Bei seinem ersten Auftritt in der Folge Bart wird ein Genie, die viel früher produziert wurde, lernt er die Simpsons erst kennen. Das ist eine typische Kontinuitätsunstimmigkeit in der Serie, die in dieser Form recht häufig auftaucht.
Erster Auftritt: Bart wird ein Genie (Bart the Genius)
Originalsprecher: Harry Shearer

#### Hausmeister Willie
Mitwirkung: durchgehend seit Staffel 1
Hausmeister Willie MacMoran, ursprünglich synchronisiert von Michael Habeck (Staffel 3), danach von Werner Abrolat, dann Peter Thom, später von Thomas Rauscher, ist der Hausmeister der Grundschule. Markant für ihn sind seine roten, buschigen Haare. Er hat eine Halbglatze und trägt einen Vollbart. Er ist Schotte und hat in der englischen Originalfassung einen schottischen Akzent. Er trägt zu besonderen Anlässen einen Kilt ohne Unterwäsche darunter. Willie ist sehr durchtrainiert und ringt gerne mit wilden Tieren. Er ist meistens schlecht gelaunt und hält nicht besonders viel von seinem Chef Seymour Skinner.
Willie wird häufig als Einzelgänger dargestellt und wohnt in der Hütte auf dem Schulgelände, in der die Geräte des Hausmeisters aufbewahrt werden. Er kann die Schüler der Grundschule nicht leiden, ebenso wenig mögen diese auch ihn. Sein größter Feind ist Bart Simpson, der ihn immer wieder mit verschiedensten Aktionen ärgert, wie etwa den Rasen zu ruinieren, die Schule oder seine Hütte zu verschmutzen oder seinen Traktor zu stehlen. Beide lassen keine Gelegenheit aus, sich gegenseitig zu schikanieren. Willie besitzt einen roten Traktor der Marke „Willy“, den er für seine Arbeit verwendet und der auch sein normales Fortbewegungsmittel ist.
Erster Auftritt: Der Heiratskandidat (Principal Charming)
Originalsprecher: Dan Castellaneta

#### Küchenhilfe Doris Peterson
Mitwirkung: durchgehend seit Staffel 1
Doris, synchronisiert von Inge Solbrig, arbeitet nicht nur als Küchenhilfe in der Schulküche, sondern zeitweise auch als Schulkrankenschwester (allerdings ohne Qualifikation), weil sie dadurch zwei Gehälter kassieren kann. Sie ist groß, massig und raucht viel. Als Küchenhilfe bereitet sie Speisen aus alten Sportmatten oder Tierinnereien zu („Mehr Leber bedeutet mehr Eisen.“) und teilt diese an die Kinder aus. Demzufolge wird sie von der Vegetarierin Lisa oft genervt. Als diese in der Folge Lisa als Vegetarierin nach einer vegetarischen Alternativmahlzeit fragt, legt sie ihr ein Hot-Dog-Brötchen auf das Tablett und sagt: „Reich an feinster Brötchenqualität“.
Anscheinend ist sie außerdem die Mutter des Teenagers mit Akne, der in zahlreichen Episoden auftaucht. Als er in einer Folge im Bowlarama arbeitet und zu Homer sagt, dass es so voll sei, dass er nicht mal seiner eigenen Mutter eine Bahn geben könne, kommt sie gerade vorbei und verkündet: „Ich habe keinen Sohn mehr.“
Erster Auftritt: Lisas Pony (Lisa’s Pony)
Originalsprecherin: Doris Grau, Tress MacNeille

#### Busfahrer Otto Mann
Mitwirkung: durchgehend seit Staffel 1
Otto Mann, ursprünglich synchronisiert von Gudo Hoegel, später von Nico Macoulis, ist der chaotische Schulbusfahrer (bis zum Ende der dritten Staffel ohne Führerschein), der ständig Kopfhörer trägt, Gitarre spielt und verschiedene Drogen konsumiert. Ein guter Freund von ihm ist Bart, welchen er beim Einsteigen in den Schulbus oftmals auch mit „Wie geht es dir, Bartimaus?“ begrüßt. Er hat eine eigene Band, die Speed Metal spielt. Die Schulkinder mögen ihn, weil er sich als einer der ihren fühlt. In der Schule war er schlecht: Die vierte Klasse musste er zweimal wiederholen. Trotz alledem war er einst Schülerschaftspräsident in der Springfielder Grundschule und studierte an der Universität Brown. Mit seinen Eltern versteht er sich offenbar nicht gut, besonders nicht mit seinem Vater, der Admiral ist. Trotzdem wohnt er wohl bei ihnen („Spritzen Sie’s mir zwischen die Zehen, meine Mum kontrolliert meine Arme!“). Er hat (mindestens) drei Tätowierungen: einen von einem Dolch durchstoßenen, brennenden Schädel auf dem linken Oberarm, ein Skelett mit überdimensionalem Schädel, hervorstehenden Augen und verkleidet als Rosenkavalier in einem High-Speed-Renner auf der Brust sowie wahrscheinlich ein weiteres auf seinem Gesäß („Wenn ihnen das gefällt, sollten sie erstmal meinen Hintern sehen.“). In vielen Episoden ist seine Vorliebe für Musik der etwas härteren Gangart zu erkennen.
Einmal stellte er sich mit den Worten „Mein Name ist Otto, sauf dich blöd ist mein Motto.“ vor. Dies beschreibt sehr treffend seine Lebenseinstellung. Er ist aber auch anderen Drogen gegenüber nicht abgeneigt, so stellt sich in einer weiteren Episode bei einem Drogentest heraus, dass er nahezu jede verfügbare Droge mindestens einmal konsumiert hat.
Erster Auftritt: Der Versager (Homer’s Odyssey)
Originalsprecher: Harry Shearer

## Im Showgeschäft

### Krusty der Clown
Mitwirkung: durchgehend seit Staffel 1
Krusty (bürgerlicher Name: Herschel Shmoikel Pinkus Yerucham Krustofski), synchronisiert von Hans-Rainer Müller, arbeitet als Fernseh-Clown, hat eine eigene Show und stellt in dieser Rolle eine übertriebene Albernheit zur Schau. Er ist starker Raucher, hat immer wieder verschiedene Suchtprobleme und trägt zudem einen Herzschrittmacher. Ein weiteres Zeichen seines ungesunden Lebenswandels ist seine weiße Haut, bei der es sich nicht um Schminke handelt, weswegen man ihn auch außerhalb seiner Show stets „in voller Maske“ antrifft. Sein Publikum besteht aus Kindern, die ihn als Superstar verehren, obwohl er eigentlich nicht witzig ist. Einer seiner größten Fans ist Bart Simpson. Bart hat ihm schon oft aus misslichen Situationen geholfen, doch Krusty kann sich nie an ihn erinnern. Damit ergeht es ihm ähnlich wie Homer mit seinem Chef. In den neueren Folgen ist dies aber nicht mehr der Fall.
Er gehört dem Judentum an, wuchs im jüdischen Viertel Springfields auf und ging auf die Springfielder Grundschule, wo er Schülerschaftspräsident war. In mehreren Folgen spielt Krustys jüdischer Glaube eine Rolle. Sein Vater ist Rabbi der „Beth Springfield“-Gemeinde und heißt Hyman Krustofski. Obwohl er mit Beruf und Lebenswandel seines Sohnes nicht einverstanden ist, schaffen es Lisa und Bart in einer Episode, die Entfremdung zwischen Vater und Sohn zu überwinden und beide miteinander zu versöhnen.
Sein Erzfeind ist Tingeltangel-Bob, ein ehemaliger Assistent bei seiner Show. Er hat eine Tochter namens Sophie, das Ergebnis einer Nacht mit einer israelischen Soldatin im zweiten Golfkrieg. In diesem wurde durch Krustys Ungeschick ein Attentat auf Saddam Hussein durch besagte Soldatin vereitelt, weshalb sie seitdem Clowns im Allgemeinen und ihn im Besonderen hasst. Seine Vaterschaft ist nicht zu leugnen, da Sophie dieselben grün-türkis gelockten Haare besitzt wie er. In der Folge Homer kommt in Fahrt hat er auch einen Sohn.
Krusty unterstützt die Republikanische Partei. Er ist Analphabet, scheint aber in einigen Episoden doch lesen zu können. Er besitzt ein mehr oder weniger großes Unternehmensimperium, das diverse Produktgruppen, hauptsächlich Süßwaren und Spielwaren bzw. Fanartikel, anbietet. Die meisten Produkte, die unter fragwürdigen Bedingungen in China hergestellt werden, sind von minderwertiger Qualität, trotzdem besitzt Bart nahezu alle. Außerdem macht er für Geld so ziemlich alles, zum Beispiel Werbung, ohne zu wissen, wofür. Sein Einheits-Werbespot hat den Text: „Ich unterstütze die Veranstaltung beziehungsweise das Produkt von Herzen.“ Weiterhin ist Krusty Besitzer der Fast-Food-Kette Krusty-Burger.
Krusty wird in vielen Episoden sehr launisch dargestellt, immer wieder beschimpft er auch seine Assistenten mit Kraftausdrücken („Idiot“, „halt die Fresse“). Auch aus diesem Grund wandte der intellektuelle Tingeltangel-Bob sich gegen ihn. Tingeltangel-Mel lässt sich diese Behandlung zwar meistens gefallen, es wird aber auch bei ihm einige Male deutlich, dass er damit nicht sehr zufrieden ist.
Laut Autoren ist sein Name eine Anspielung auf Rusty Nails, einen amerikanischen Fernseh-Clown der 1960er Jahre.
Erster Auftritt: Der Versager (Homer’s Odyssey)
Originalsprecher: Dan Castellaneta

### Tingeltangel-Bob
Mitwirkung: Auftritte in Staffeln 1, 2, 3, 4, 5, 6, 7, 8, 9, 10, 11, 12, 13, 14, 15, 16, 17, 18, 19, 20, 21, 22, 23, 24, 25, 26, 27
Tingeltangel-Bob (im Original Sideshow Bob, bürgerlicher Name: Dr. Robert Onderdonk Terwilliger Jr.), ursprünglich synchronisiert von Randolf Kronberg, später von Ivar Combrinck und Christian Tramitz, behält in der ersten Staffel der deutschen Fassung, für die damals noch der Fernsehsender ZDF verantwortlich war, zunächst seinen Originalnamen. Seinen ins Deutsche übertragenen Namen trägt er in der deutschen Fassung seit der Folge Sideshow Bob Roberts (Erstausstrahlung 1994, in Deutschland 1995 unter dem Titel Tingeltangel-Bob).
Tingeltangel-Bob ist der ehemalige Assistent von Krusty, dem Clown, in dessen Fernsehshow. Seine Arbeit ist ihm verhasst, weil ihn Krustys Oberflächlichkeit anwidert. Er hängt Krusty einen Überfall auf den Kwik-E-Mart an, übernimmt seine Show und versucht, sie in eine hochintellektuelle Sendung umzuwandeln. Dabei scheitert er und zeigt daraufhin seine wahre Natur als Psychopath. Später versucht er, Selma Bouvier in die Luft zu jagen. Bart legt ihm in beiden Fällen das Handwerk und bringt ihn somit ins Gefängnis. Aus Rache versucht er ständig Bart umzubringen. In mehreren Folgen wird sein Größenwahn thematisiert. Jedoch werden seine Verbrechen stets von Bart und Lisa vereitelt. Trotz unzähliger Mordversuche wird er immer wieder vorzeitig aus dem Gefängnis entlassen, oft auch ohne jeden Grund. Zu seinem Nachfolger in Krustys Fernsehshow wird Tingeltangel-Mel.
Trotz seiner Verrücktheit gehört Bob zu den intelligentesten Figuren der Serie, was mehrfach zu geistigen Duellen mit Lisa Simpson führt. Wenn er im Gefängnis ist, dann tagträumt er oft von einer besseren Welt. Seine Anschuldigungen an die Verwaltung und die Wirtschaft Springfields sowie sein Sarkasmus scheinen meistens einen wahren Kern zu haben – nur ist er der Einzige, den es stört.
Bob hat einen jüngeren Bruder namens Cecil, die beiden werden jedoch oft als Konkurrenten beschrieben. Cecil sieht seinem Bruder relativ ähnlich und hat unverwechselbar die gleiche Frisur. Die Mutter der beiden ist Shakespeare-Darstellerin, der Vater ist Arzt. Genau wie Bob sind auch die übrigen Familienmitglieder sehr kultiviert und intelligent, und auch die Bereitschaft zur Kriminalität scheint sich nicht allein auf Bob zu beschränken.
Charakteristisch für Tingeltangel-Bob sind seine riesigen Füße.
Erster Auftritt: Bart köpft Oberhaupt (The Telltale Head)
Originalsprecher: Kelsey Grammer (bekannt aus den Sitcoms Cheers und Frasier)

### Tingeltangel-Mel
Mitwirkung: durchgehend seit Staffel 2
Tingeltangel-Mel (im Original Sideshow Mel, bürgerlicher Name Melvin van Horne) – synchronisiert von Ivar Combrinck, ab Mitte Staffel 17 von Axel Malzacher – ist der Assistent von Krusty, dem Clown in dessen Fernsehshow, seit Tingeltangel-Bob sein Psychopathentum offenbart hat und wegen verschiedener Vergehen im Gefängnis sitzt.
In seinem aufgetürmten, grünen Haar trägt Mel einen Knochen, auch seine übrigen Kennzeichen (nackter Oberkörper, Bambusröckchen, Kette mit Tierzähnen) entsprechen denen einer Karikatur des „primitiven Wilden“. In Kontrast dazu steht seine distinguierte und gewählte im Original oxford-englische Aussprache.
In der deutschen Fassung trägt er den Namen Tingeltangel-Mel. Er spricht anfangs nur selten und dann meist nur einen einzelnen Satz; in den späteren Folgen spricht er mehr. Wenn ein wütender Mob auftritt, die Stadtversammlung sich trifft oder Geschworene ein Gerichtsurteil fällen, spricht er auf sehr theatralische Weise in deren Namen, als „erzogenes“ Gegenstück zu Moe, der dieselbe Funktion hat: Beide vertreten die vox populi. Manchmal ergötzt er sich bei seinen Reden jedoch in solch einem Ausmaß, dass alle anderen vor Langeweile verschwinden. Tingeltangel-Mel erträgt die respektlose Behandlung von Krusty zwar besser als sein Vorgänger Bob, dennoch hegt er einen gewissen Unmut gegenüber Krusty.
Erster Auftritt: Das Fernsehen ist an allem schuld (Itchy & Scratchy & Marge)
Originalsprecher: Dan Castellaneta

### Mr. Teeny
Mitwirkung: durchgehend seit Staffel 1
Krustys kettenrauchender Affe, synchronisiert von Ivar Combrinck, der des Öfteren den Clown begleitet und in seiner Show mitwirkt. Mr. Teeny stammt ursprünglich aus Brasilien, sein Onkel war dort der „Ober-Affe des Tourismusbüros“. Seine Mutter lebt im Zoo in Springfield. Auch Nikotinkaugummis können den Süchtigen nicht vom Rauchen abhalten. Auto fahren stellt für den frechen, respektlosen Affen kein Problem dar. In einem Comic erfährt man, dass „er“ in Wirklichkeit weiblich ist. Teeny ist eine Parodie auf Michael Jacksons Affen Bubbles. Teeny und seine Mutter treffen sich in der Folge Bart hat zwei Mütter.
In einer anderen Folge sieht man, dass es bereits drei Vorgänger gab und Krusty Mr. Teeny II. am liebsten von allen drei Affen mochte.
Erster Auftritt: Der Vater eines Clowns (Like Father, like Clown)
Originalsprecher: Dan Castellaneta

### Itchy & Scratchy
Mitwirkung: durchgehend seit Staffel 1
Itchy und Scratchy, beide synchronisiert von Inge Solbrig, sind die Figuren aus der Itchy-und-Scratchy-Show, eine unter den Kindern der Simpsons sehr beliebten Zeichentrickserie, in der die Maus Itchy ständig und meist auch erfolgreich versucht, die Katze Scratchy auf grotesk-brutale Art umzubringen. Die Show wird oft von Krusty dem Clown präsentiert. In einer Folge tritt Marge gegen Gewalt im Fernsehen, besonders in der Itchy & Scratchy-Show, in einen Streik.
Angeblich ist Itchy und Scratchy eine Parodie auf Tom und Jerry.
Erster Auftritt: Eine ganz normale Familie (There’s No Disgrace Like Home)
Originalsprecher (Itchy): Dan Castellaneta

Originalsprecher (Scratchy): Harry Shearer

### Pedro Chespirito
Mitwirkung: durchgehend seit Staffel 4
Pedro Chespirito, besser bekannt als der Hummelmann oder der Bienenmann (im US-Original „Bumblebee Man“), ursprünglich synchronisiert von Ivar Combrinck und später von Gudo Hoegel, dreht eine Comedy-Serie fürs Fernsehen (auf dem mexikanischen „Canal OCHO“), die von Homer und Bart gern gesehen wird. Er trägt für seine Serie das Kostüm einer Hummel („Bumblebee Man“, also „Hummelmann“, wurde fälschlicherweise mit „Bienenmann“ übersetzt). In seiner Serie, in der jeweils kurze Sketche zu sehen sind, sagt er immer den Satz „Ayayay, no me gusta!“ (sinngemäß: „O weh, ich mag das nicht“), oder ähnliches wie „Ay, Dios no me ama!“ („O weh, Gott liebt mich nicht“) oder „Ayayay, un burro muy amoroso“ („Oh weh, ein schwer verliebter Esel“). Diese Klagelaute resultieren aus den Unglücken, die ihm in seinen Sketchen widerfahren: Von Angriffen wilder Spechte („el woodpequero loco!“) über Kollisionen mit überdimensionalen Baseballbällen bis hin zu riesigen Mausefallen, in denen er mit dem Hintern festsitzt, muss der Bienenmann hauptsächlich mit schmerzhaften und zum Teil demütigenden Situationen fertigwerden. Er hat einen Chihuahua mit überdimensional großem Kopf als Haustier, in Anspielung auf eine ehemalige Werbefigur der amerikanischen Fast-Food-Kette Taco Bell. In einer Episode sieht man Pedros Frau, die sich aber just in dem Moment von ihm scheiden lassen will, weil er ihr Haus in dieser Folge zerstört hat.
In den Simpsons-Comics behauptet der Bienenmann in einem Fernsehinterview zudem, dass er gebürtiger Belgier sei und Spanisch erst erlernen musste.
Erster Auftritt: Bart wird bestraft (Itchy & Scratchy: The Movie)
Originalsprecher: Hank Azaria

### Kent Brockman
Mitwirkung: durchgehend seit Staffel 1
Kent Brockman, ursprünglich synchronisiert von Werner Abrolat, später, bis zu dessen Tod, von Donald Arthur, gefolgt von William Cohn und Thomas Albus, ist der Nachrichtensprecher des Senders Channel 6 in Springfield und Moderator der Sendungen My two cents, Bite Back, Smartline sowie Eye on Springfield. Letztere heißt in der deutschen Fassung in frühen Episoden Ein Auge auf Springfield, dann Blickpunkt Springfield oder auch Brennpunkt Springfield. In den Comics wurde der Name früher durchgehend mit Vor Ort in Springfield übersetzt, in den neuen Comics und auch in den neuen Auflagen der alten Comics wurde der Titel jedoch im Original belassen.
In einigen Episoden moderiert er darüber hinaus eine Sendung namens Action News. Kent Brockman wurde durch einen Lottogewinn sehr reich. Seine Markenzeichen sind übertriebenes und vorschnelles Handeln sowie Verachtung gegenüber seinen Untergebenen. In einer Rückblende in die 1960er wird gezeigt, dass er seine Fernsehkarriere unter dem Namen Brock Kentman begann; eigentlich heißt er jedoch Kenny Brocklestein. Sein ehemaliger Name steht für die jüdische Herkunft von Brockman, in manchen Episoden ist er ebenfalls mit einer goldenen Halskette mit Chai-Anhänger zu sehen, dem jüdischen Symbol für Leben.
Er hat eine ihm sehr ähnlich sehende Tochter, die jedoch sehr selten auftaucht. Unter anderem gibt sie ihm den Tipp, einen Bericht über die neue Lisa Lionheart (Lisa Löwenherz) zu erstellen (die auf Drängen von Lisa Simpson von der Erfinderin von Malibu Stacy fabriziert wird). Sie habe ihm auch den Tipp gegeben, einen Bericht über den Fall der Berliner Mauer zu machen. Kents Schwester arbeitet bei CNN. Er ist deswegen neidisch.
Erster Auftritt: Der Clown mit der Biedermaske
Originalsprecher: Harry Shearer

### Arnie Pye
Mitwirkung: durchgehend seit Staffel 1
Arnie Pye, synchronisiert u. a. von Tobias Lelle, ist einer der Kollegen von Kent Brockman und berichtet vom Helikopter der Fernsehstation aus über die Verkehrslage. Er wird von Kent Brockman als Arnie Pye or Arnie in the Sky angesprochen. Er und Brockman verstehen sich nicht und ihre Streitigkeiten gehen oft live über den Sender. Arnie Pye ersetzt in der Folge Das böse Wort aus der 18. Staffel Kent Brockman als Anchorman, als dieser zum Wettermann degradiert wird.
Die Figur tauchte das erste Mal in der letzten Folge der ersten Staffel mit dem Titel Der Babysitter ist los auf, dort allerdings unter dem Namen „Bill Pye“.
Erster sichtbarer Auftritt: Wenn Mutter streikt (Homer Alone), hier in der deutschen Fassung noch Arnie Angel
genannt
Originalsprecher: Dan Castellaneta

### Rainier Wolfcastle
Mitwirkung: durchgehend seit Staffel 2
Rainier Wolfcastle (eigentlich Rainer Wolfgangsee), synchronisiert von Willi Röbke und Thomas Albus, ist ein erfolgreicher Hollywoodschauspieler, welcher vornehmlich in Actionfilmen auftritt. Sein erfolgreichstes Werk ist die McBain-Reihe. Mit seinem Auftreten und seinem im englischen Original österreichischen Akzent wird nahegelegt, dass es sich um das Springfield-Pendant zu Arnold Schwarzenegger handelt; in Folge 18/16 heiratet er Maria Shriver Kennedy Quimby (Maria Shriver ist eine Nichte von John F. Kennedy und Schwarzeneggers Frau) und spricht (im Englischen) das für Burns typische „Ausgezeichnet!“. Er hat eine Tochter namens Greta, die einmal Barts Freundin war. Er ist Mitglied der Republikanischen Partei. In einer Folge sieht man ihn auch beim Angeln als Kind, wo er sich eindeutig in Österreich befindet. Meist wird Rainier als geistig leicht minderbemittelter Schauspieler dargestellt.
Er ist Mitbegründer der Restaurantkette „Planet Springfield“, eine Anspielung auf die Kette „Planet Hollywood“, an der Schwarzenegger beteiligt ist.
In der 16. Folge der 18. Staffel wird enthüllt, dass sein zweiter Vorname „Luftwaffe“ lautet. Die Ähnlichkeit von Rainier zu dem geläufigen deutschen Namen Rainer ist bestechend, jedoch sieht man auch hier die Marotte der Autoren, den Figuren Namen von charakteristischen Sehenswürdigkeiten und Straßen in der Nähe von Portland (Oregon), dem Heimatort des Simpsons-Erfinders Matt Groening, zu geben (in diesem Fall der Vulkan Mount Rainier).
Erster Auftritt als McBain: Wie alles begann (The Way we Was).
Erster Auftritt als er selbst: Wer anderen einen Brunnen gräbt (Radio Bart)
Originalsprecher: Harry Shearer

### Troy McClure
Mitwirkung: Staffeln 1, 2, 3, 4, 5, 6, 7, 8, 9, 10, 15
Troy McClure (in den ersten deutschen Folgen Kevin McClure genannt), ursprünglich synchronisiert von Frank Muth und später von Thomas Albus, ist ein mäßig erfolgreicher Darsteller in B-Movies, der den Zenit seiner Karriere überschritten hat. Er taucht meistens in seltsamen Fernsehshows, Werbesendungen oder billig produzierten Dokumentarfilmen als Moderator auf. Jeder seiner Auftritte beginnt mit einem „Hallo, ich bin Troy McClure, Sie kennen mich vielleicht noch aus Filmen wie … und …“ (meistens werden nachfolgend zwei Filme aufgezählt).
Der Name seiner Figur geht zurück auf die Schauspieler Troy Donahue und Doug McClure, deren Karrieren in Hollywood einen Niedergang erlebt hatten. Doug McClure, ein Westernschauspieler der 1960er und 1970er Jahre, verkörperte in den späten 1980ern in der Fernsehserie Mein Vater ist ein Außerirdischer einen abgehalfterten Schauspieler. Er starb 1995, doch bei den Simpsons tauchte er weiterhin regelmäßig auf, bis der Originalsprecher Phil Hartman 1998 ermordet wurde. Da dieser mit Groening gut befreundet war, wurde kein neuer Sprecher für McClure besetzt, sondern die Figur verschwand.
Erster Auftritt: Das achte Gebot (Homer vs. Lisa and the 8th Commandment)
Originalsprecher: Phil Hartman

### Lurleen Lumpkin
Mitwirkung: Auftritte in Staffeln 3, 4, 7, 11, 16, 19, 20
Lurleen Lumpkin, synchronisiert von Michèle Tichawsky ist eine verführerische, blonde Countrymusikerin, die als Kellnerin im „The Beer ’n’ Brawl“ arbeitet. Als Homer einen ihrer Songs hört, bekommt er diesen nicht mehr aus dem Kopf, weshalb er sie bittet, eine CD aufzunehmen. Dabei wird sie von einem Radiosender entdeckt und kurz darauf berühmt. Da sie langsam denkende, glatzköpfige Familienväter attraktiv findet und Homer ihr Manager ist, verliebt sie sich in ihn, was Marge extrem wütend macht, als Lurleen wieder aus der Versenkung auftaucht und wegen gigantischer Steuerschulden bei den Simpsons untertaucht.
Lurleen hat nie eine Schule besucht und wohnt in einem rosafarbenen Wohnwagen. Ihr Hobby ist Bowling und sie spielt in einem Team namens „Home Wreckers“.
Erster Auftritt: Homer auf Abwegen (Colonel Homer)
Originalsprecherin: Beverly D’Angelo, Doris Grau

### Duffman
Mitwirkung: durchgehend seit Staffel 9
Duffman, synchronisiert von Thomas Albus, ist das Maskottchen der Brauerei Duff, das von verschiedenen Darstellern gespielt wird. Der Duffman ist extrem muskulös, leidet unter Legasthenie und redet von sich fast immer in der dritten Person. Seine Aufgabe als Maskottchen besteht unter anderem in der Repräsentation der Duff-Brauerei bei verschiedenen Volksfesten oder gesponserten Partys. Wenn er erscheint, wird oft Oh Yeah von der Band Yello gespielt.
Erster Auftritt: Homer & New York (The City of New York vs. Homer Simpson)
Originalsprecher: Hank Azaria

## Bei der Polizei

### Chief Clancy Wiggum
Mitwirkung: durchgehend seit Staffel 1
Clancy Wiggum, ursprünglich synchronisiert von Gernot Duda (Staffel 1), Michael Habeck (Staffel 2 und 3) und von Thomas Rau (Staffel 4–32) und später von Patrick Zwingmann, ist der Polizeichef der Stadt Springfield. Seine Kollegen bei der Polizei sind Lou und Eddie. Wiggum ist adipös, schwer von Begriff, naiv und leichtgläubig und weitgehend unfähig – anstatt sich um eingehende Notrufe zu kümmern, macht er lieber Pause oder befasst sich mit unwichtigen Dingen; zudem erweist er sich auch oft als bestechlich. Andererseits ist er in einigen Episoden und Situationen schnell und tatkräftig zur Stelle, so dass er als Polizeibeamter nicht ausschließlich schlecht zu beurteilen ist. Er hat einen Sohn, Ralph Wiggum, der es trotz seiner Dummheit in die zweite Klasse geschafft hat und ist verheiratet mit Sarah Wiggum. Sein Vater war Iggy Wiggum, der bereits gestorben ist.
Erster Auftritt: Der Versager (Homer’s Odyssey)
Originalsprecher: Hank Azaria

### Officer Lou
Mitwirkung: durchgehend seit Staffel 1
Lou, ursprünglich synchronisiert von Ivar Combrinck und Ulf-Jürgen Wagner und später von Andreas Seyferth, war nach eigenen Angaben einmal verheiratet mit einer Frau namens Amy. In der Folge Am Anfang war die Schreiraupe gibt sein Polizeikollege Eddie an, Lou und er hätten keine Nachnamen („Wir haben keine, wir sind wie Cher.“).
Lou ist der wohl fähigste Polizist in Springfield. Häufig hinterfragt er Chief Wiggums meist dämliche Vorschläge und Schlussfolgerungen kritisch, dieser lässt ihn jedoch selten ausreden („Ähhh… Chief…“ – „Ach, papperlapapp, sei still, Lou.“).
Lou war in den ersten Simpson Episoden weiß, statt wie in den nachfolgenden Staffeln schwarz.
Erster Auftritt: Eine ganz normale Familie (There’s No Disgrace Like Home)
Originalsprecher: Hank Azaria

### Officer Eddie
Mitwirkung: durchgehend seit Staffel 1
In den ersten Episoden hatte es den Anschein, Eddie, synchronisiert von Peter Musäus, sei der „wichtigere“ Polizist, aber später tritt er sehr in den Hintergrund und spricht selten überhaupt ein Wort. Auch wird zum Beispiel in der Episode Pranksta Rap Lou vom Sergeant zum Polizeichef befördert und Eddie vom „Eddie“ zum Sergeant. Auf die Frage, was denn jetzt mit Eddies Posten passiere, antwortet Wiggum mit „Wir brauchen keinen Eddie!“. Des Weiteren scheint Eddie ähnlich inkompetent zu sein wie Chief Wiggum, zumindest zeigt er sein Wissen nur selten, wenn überhaupt als Bestätigung Lous: „Er hat Recht, Chief.“ Seine Stille wird in einer der nicht kanonischen Treehouse-of-Horror-Episoden, die im 19. Jahrhundert spielt, damit erklärt, dass Chief Wiggum ihm die Zunge herausgeschnitten hat.
Erster Auftritt: Eine ganz normale Familie (There’s No Disgrace Like Home)
Originalsprecher: Harry Shearer

## Geschäftsleute

### Apu Nahasapeemapetilon
Mitwirkung: durchgehend seit Staffel 1
Apu, ursprünglich synchronisiert von Peter Musäus in der 1. Staffel und seit der 2. Staffel von Tobias Lelle, ist Verkäufer im Kwik-E-Mart und ein guter Freund der Simpsons. Sein Alter schwankt je nach Episode zwischen 24 und 41 Jahren. Er kam als Austauschstudent aus Indien in die USA, blieb jedoch über die Gültigkeit seines Visums hinaus im Land, weil er sich nicht von seinem neuen Freundeskreis trennen wollte.
Apu arbeitet häufig Tage und Nächte lang durch. In den wenigen Fällen, in denen er nicht im Laden ist, vertritt ihn sein Bruder Sanjay. Trotz seines Fleißes ist seine Berufsethik zweifelhaft: Er fälscht oft die Ablaufdaten seiner Lebensmittel und verkauft auch sonst gerne minderwertige und überteuerte Ware. Der Kwik-E-Mart wird regelmäßig überfallen, vorzugsweise von Snake. Zudem stehlen die Schulschläger gerne Waren aus seinem Laden.
Apu heiratet im Lauf der Serie Manjula, die ihm bereits im Kindesalter versprochen wurde. Zunächst wollte Apu diese arrangierte Ehe vermeiden, als er Manjula dann jedoch kennenlernt, verliebt er sich in sie und sie führen seitdem eine weitgehend glückliche Ehe. Sie werden Eltern von Achtlingen namens Anoop, Uma, Nabendu, Poonam, Priya, Sandeep, Sashi und Gheet, die ihnen oft die Nerven rauben.
Apu ist Hindu und überzeugter Veganer.
Über Apu gibt es den Dokumentarfilm The Problem with Apu, wobei Hari Kondabolu Probleme mit Rassismus, Stereotype und Mikroaggressionen thematisiert.
In der französischen Synchronisation der Serie für Frankreich hat Apu einen portugiesischen Akzent. Der Grund ist, gemäß Interview von Alain Cassard, dass es sehr schwierig ist, einen indischen oder pakistanischen Akzent zu sprechen.
Erster Auftritt: Bart köpft Oberhaupt (The Telltale Head)
Originalsprecher: Hank Azaria

### Sanjay Nahasapeemapetilon
Mitwirkung: Staffel 2 – 10, 16, 18, 21
Sanjay, gesprochen von Tobias Lelle und Willi Röbke, ist Apus jüngerer Bruder, der ihm öfters im Kwik-E-Markt aushilft. Gelegentlich leitet er den Laden mit Apu zusammen, ist aber nicht immer da. Seine Frau, über die relativ wenig bekannt ist, heißt Janette. Sanjays Kinder sind seine Tochter Pahusachetta, welche beim Springfielder Schönheitswettbewerb teilnahm und sein Sohn Jamshed (nennt sich selbst Jay), der in einer Folge zeitweise den Kwik-E-Markt übernahm. Genau wie Apu ist Sanjay Hindu.
Erste namentliche Erwähnung: Das achte Gebot (Homer vs. Lisa and the 8th Commandment)
Erster Auftritt: Der Wunderschläger (Homer at the Bat)
Originalsprecher: Harry Shearer

### Herman Hermann
Mitwirkung: durchgehend seit Staffel 1
Herman Hermann, synchronisiert u. a. von Peter Thom, Kai Taschner, Ivar Combrinck und Niko Macoulis, ist ein Waffenfanatiker und der Besitzer von Hermans Militär-Antiquitäten, einem Geschäft, in dem man unter anderem Nazi-Unterhosen, Cherry-Bomben (M-80s) oder ehemalige Besitztümer von Napoleon kaufen kann. Er hat nur einen Arm, deutlich erkennbar daran, dass der Ärmel seines Hemds hochgefaltet und mit einer Sicherheitsnadel festgesteckt ist.
Erster Auftritt: Bart schlägt eine Schlacht (Bart the General)
Originalsprecher: Harry Shearer

### Comicbuchverkäufer
Mitwirkung: durchgehend seit Staffel 2
Name: Jeffrey „Jeff“ Albertson
Der Comicbuchverkäufer, ursprünglich gesprochen von Manfred Erdmann und später von Gerhard Jilka, ist der Besitzer des Comicbuchladens „The Android’s Dungeon & Baseball Card Shop“, worin Bart und Milhouse oft einkaufen. Sein richtiger Name lautet Jeff Albertson; der Name wird allerdings nur in einer einzigen Episode erwähnt – er wird von allen nur Comicbuchverkäufer genannt. Der Comicbuchhändler ist stark übergewichtig und hat daher oft wichtige Rollen, wenn es um die Beleibtheit der Springfielder Bevölkerung geht. Er hat auch wie Homer häufig Herzbeschwerden, verursacht durch einen Herzinfarkt, den der Comicbuchverkäufer in der Episode Die schlechteste Episode überhaupt von 2001 erleidet.
Wie sein Beruf andeutet, ist er ein sehr großer Comicfan. Der Comicbuchverkäufer ist der Nerd bzw. Geek der Simpsons-Welt: Er ist überdurchschnittlich intelligent, verschwendet seine Bildung aber an popkulturelle Themen wie Science-Fiction, Fantasyliteratur und -filme, Comics und Computerspiele, über die er ein umfangreiches Wissen besitzt, und pflegt Sozialbeziehungen am liebsten virtuell. Bei entsprechenden Gelegenheiten tritt er in Kostümen von Comic- und Science-Fiction-Franchises auf; mehrfach erwähnt er das Franchise Star Trek und trägt entsprechende Uniformen. Auch seine häufigen, sehr sarkastischen Kommentare weisen auf seine Lebensführung hin.
In der Folge Moeback Mountain tritt sein Cousin Comic Book Gay auf. In der Folge Vorwärts in die Vergangenheit von 2021 erfährt man die genaue familiäre Herkunft des Comicbuchverkäufers: Demnach entstammt er einer Dynastie an leidenschaftlichen Sammler-Persönlichkeiten, sein vollbärtiger Vater etwa, der in einer alten herrschaftlichen Villa lebt, ist passionierter Briefmarkensammler und trägt deshalb den Spitznamen Postage Stamp Fellow, seine Tante sammelt ausgestopfte Graukopfstare, deren Zwillingsbruder sammelt brutalistische Vogelhäuser, sein Stiefgroßonkel häuft alte gynäkologische Instrumente an und seine adelige Tante sammelt antike chinesische Grillenkisten. In seiner Kindheit, die der Comicbuchverkäufer als Einzelkind verbrachte, spielte er gerne Baseball. In den ersten Staffeln war der Comicbuchverkäufer alleinstehender Junggeselle, seit der Episode Manga Love Story von 2014 ist er jedoch, nach einer vorübergehenden Liaison mit der deutlich älteren Agnes Skinner, mit seiner japanischen Ehefrau Kumiko Albertson verheiratet.
Erster Auftritt: Drei Freunde und ein Comic-Heft (Three Men and a Comic-Book)
Originalsprecher: Hank Azaria

### Roger Meyers Junior
Roger Meyers Junior, synchronisiert u. a. von Joachim Höppner, ist der Sohn des gestorbenen Roger Meyers Senior, dem Erfinder von Scratchy und Dieb von Itchy (gestohlen von Chester J. Lampwick) und somit Präsident der Itchy-und-Scratchy-Studios. Sein Feind ist Chester J. Lampwick. Kurze Zeit verlor er die Itchy-und-Scratchy-Studios, bis er durch Lester und Eliza wieder das nötige Geld zur Wiederinbetriebnahme vom Staat erhält.
Erster Auftritt: Das Fernsehen ist an allem Schuld (Itchy & Scratchy & Marge)
Originalsprecher: Alex Rocco, Hank Azaria

### Artie Ziff
Mitwirkung: Staffel 2, 4, 6, 12, 13, 15, 24
Artie Ziff, ursprünglich synchronisiert von Ivar Combrinck und später von Pascal Breuer, war der jüdische Freund von Marge, bevor diese Homer kennengelernt hatte. Die beiden Schwestern von Marge hatten versucht, beide zusammenzubringen, was auch beinahe gelang. Die Schwestern lassen keine Gelegenheit aus, um Homer bei Marge schlecht zu reden und an seiner Stelle Artie ins Gespräch zu bringen. Bis heute ist er unsterblich in Marge verliebt. Bis zu seinem Konkurs besaß er eine eigene Aktienfirma namens Ziff Corp.
Nachdem er alles verloren hatte, taucht er in der Folge Rat mal, wer zum Essen kommt auf dem Dachboden der Simpsons wieder auf. Wie sich herausstellt, überlebte er durch Insekten und das Wasser der Dachritzen, in dieser Folge verliebte er sich auch in Marges Schwester Selma. Schließlich kam er wegen Aktienbetrugs ins Gefängnis.
Die Figur Artie Ziff basiert auf einem Mann, der Michael genannt wird und der auf dieselbe Highschool wie David Silverman ging.
Erster Auftritt: Wie alles begann (The Way We Was)
Originalsprecher: Dan Castellaneta, Jon Lovitz

### Horatio McCallister (alter Kapitän)
Horatio, ursprünglich synchronisiert von Karl-Heinz Krolzyk, Gernot Duda und Michael Rüth und später von Gerhard Jilka, ist ein rauer Seebär, der jeden Satz mit einem charakteristischen „Arrr…!“ (mit gerolltem „r“) einleitet und ein Glasauge trägt (in manchen Episoden auch zwei). Er hat ein Restaurant namens The Frying Dutchman (Der frittierende Holländer, eventuell eine Anspielung an den Fliegenden Holländer).
Erster Auftritt: Laura, die neue Nachbarin (The New Kid on the Block)
Originalsprecher: Hank Azaria

### Luigi Risotto
Luigi Risotto, ursprünglich synchronisiert von Ivar Combrinck und später von Gudo Hoegel, ist Koch und Bedienung in seinem eigenen Restaurant. Man könnte meinen, er sei aus Italien ausgewandert (wegen seines Akzents und seines italienischen Restaurants), doch gibt er einmal zu, dass er von seinen Eltern nur gebrochen Englisch, gemischt mit italienischen Wörtern, sprechen gelernt habe. Sein Schnurrbart ist nur angeklebt, er spielt Schifferklavier und wenn er in die Küche geht, dann hört man ihn mit seinen Angestellten über die Kunden lästern. Seine kreativen Beschimpfungen für die Kunden sind:
- Rektor Skinner: Der alte Rektorversager
- Bart: Der urhässliche Junge
- Burns: Der alte Trinkgeldknauserer
- Mrs. Bouvier: Zombie, den er (Burns) ausgebuddelt hat

Sein Hobby ist Kegeln.
Erster Auftritt: Freund oder Feind (Sweet Seymour Skinner’s Baadasssss Song)
Originalsprecher: Hank Azaria, Dan Castellaneta

### Lindsay Naegle
Lindsay Naegle, synchronisiert von Manuela Renard, ist eine hinterhältige Geschäftsfrau, die ständig die Firma wechselt. Sie war unter anderem bereits Managerin, Fachverkäuferin, Fernsehproduzentin und Kundenberaterin in einer Telefongesellschaft.
Lindsay ist mit Cookie Kwan befreundet und kann Marge nicht leiden.
Erster Auftritt: Homer ist „Poochie der Wunderhund“ (The Itchy & Scratchy & Poochie Show)
Originalsprecherin: Tress MacNeille

### Cookie Kwan
Cookie Kwan, synchronisiert von Manuela Renard, ist eine chinesischstämmige Immobilienmaklerin, die den Westbezirk als ihr Territorium ansieht. Trotz vieler Bemühungen wird sie ihren ausgeprägten Akzent nicht los. Sie hatte eine Affäre mit Bürgermeister Quimby, aus der ein uneheliches Kind hervorging.
Erster Auftritt: Todesfalle zu verkaufen (Realty Bites)
Originalsprecherin: Tress MacNeille

### Raphael
Mitwirkung: durchgehend seit Staffel 2
Raphael (auch Rafael; der Name wird so gut wie nie erwähnt) (engl.: wise guy = Klugscheißer), synchronisiert von Erich Ludwig und Hans Bayer, ist eine Figur, die, neben dem alten Gil und Jeremy Peterson, in fast allen Auftritten einen anderen Beruf hat. Er besitzt meist graues Haar, einen Schnauzer und eine hohe Stirnglatze. Raphael weist ein eher herablassendes Verhalten gegenüber Menschen auf und täuscht oftmals seine Kunden, mit dem, was er gerade verkaufen möchte. Beispielsweise wollte er Homer einen Hund als Pony verkaufen oder überteuert einfach die Preise. Er ist sehr sarkastisch angelegt, weshalb Raphael zusammen mit Agnes Skinner eine Selbsthilfegruppe für Sarkasmussüchtige besucht. Abgesehen seines Sarkasmus, ist er desinteressiert, egoistisch, zynisch und nimmt nichts wirklich ernst. Bekannte seinerseits sind Krusty und Tingeltangel-Bob.
Erster Auftritt: Wie alles begann (The Way we was)
Originalsprecher: Hank Azaria und Dan Castellaneta

### Julio
Mitwirkung: ab Staffel 14
Julio (spanisch ausgesprochen), synchronisiert von Pascal Breuer arbeitet als Friseur im Friseursalon Hairy Shearers, den Marge oftmals besucht. Er ist homosexuell und wohnt mit seinem Freund Grady im Homosexuellenviertel in Springfield, wo Homer wegen einer erneuten Auseinandersetzung mit Marge zwischenzeitlich einzog.
Julio verhält sich sehr nach den Schwulen-Klischees, weshalb er lispelt und sehr nasal spricht. Aus Costa Rica stammend (im Original Mexico), ist er Mitglied der demokratischen Partei Springfields.
Erster Auftritt: Homer auf Irrwegen (Three Gays Of The Condo)
Originalsprecher: Hank Azaria

## Ärzte

### Dr. Julius Hibbert
Mitwirkung: durchgehend seit Staffel 1
Dr. Julius M. Hibbert, ursprünglich synchronisiert von Klaus Guth, später von Fritz von Hardenberg, Reinhard Brock und Berno von Cramm, ist der Hausarzt der Simpsons. Er ist mit Bernice Hibbert verheiratet und hat drei Kinder, ein Mädchen und zwei Jungen. Hibbert lacht immer in den unpassendsten Situationen, um damit Stress abzubauen, sein IQ beträgt 155. Oftmals macht er auch geschmacklose Witze über die Leiden seiner Patienten. Eine treue Patientin von Dr. Hibbert ist Marge, die den Rat ihres Hausarztes sehr schätzt. Er ist mutmaßlich Zahnfleischbluter Murphys jüngerer Bruder. Ein weiterer Bruder, von dem er ebenfalls nichts weiß, ist der Direktor des Waisenhauses in Shelbyville.
In Rückblenden sieht man Dr. Hibbert oft mit wechselnden Frisuren, so trug er in den Siebzigern einen Afro und zeitweise den Look von Mr. T. Weiterhin ist auffällig, dass er im Laufe der Zeit scheinbar stark zugenommen hat.
Erster Auftritt: Der Teufelssprung (Bart the Daredevil)
Originalsprecher: Harry Shearer

### Dr. Nick Riviera
Staffeln:
1, 2, 3, 4, 5, 6, 7, 8, 9, 10, 11, 12, 13, 14, 15, 16, 17, 18, 19, 20, 21, 22, 23, 24, 25, 26, 27
Dr. Nick, in Staffel 2 gesprochen von Michael Habeck, danach von Karl-Heinz Krolzyk (Staffel 3), Tonio von der Meden (Staffel 4), Nico Macoulis (Staffel 5–13), Ivar Combrinck (Staffel 14–17) und jetzt von Hans-Georg Panczak, ist neben Dr. Hibbert ein weiterer Arzt in Springfield und deutlich billiger als seine Konkurrenz. Wenn Homer entscheiden kann, zu welchem Arzt die Simpsons gehen, sei es für Operationen, bevorzugt er immer ihn, da Homer nicht wie Marge die Kompetenz schätzt, sondern die niedrigen Preise, so kostet eine Herzoperation bei Dr. Nick 129,95 $, bei Dr. Hibbert hingegen 40.000 $. Aus diesem Grund wird Dr. Nick auch oft von Mr. Burns vorgezogen, während er in anderen Episoden besonders qualifizierte Ärzte konsultiert. Dr. Nick wird oft mit einem „Hallo Dr. Nick!“ von seinen Patienten begrüßt, was es wiederum in vielen Variationen gibt (zum Beispiel: Shalom Dr. Nick! im Weihnachtsspecial in Betlehem). Außerdem verkauft er im Fernsehen oft vermeintliche Wundermittel und Geräte wie eine elektrische Orangensaftpresse, die aus mehreren Orangen wenige Tropfen Saft gewinnt, zu überhöhten Preisen. Auch stellt er gegen Geld gefälschte medizinische Gutachten aus, daher arbeitet er gelegentlich auch mit Lionel Hutz zusammen oder wird von Mr. Burns engagiert. Mehrfach wird deutlich, dass Dr. Nick als Arzt total unfähig ist und so gut wie keine medizinischen Kenntnisse besitzt (vor Operationen versucht er sich diese durch Lehrvideos anzueignen), obwohl er anscheinend ein Studium der Medizin absolviert hat. So kann er in der Folge Oh Schmerz, das Herz! Homer nur deshalb erfolgreich am Herzen operieren, weil ihm Lisa dabei hilft, da sie sich vorher durch die entsprechende Lektüre die nötigen Kenntnisse dazu angeeignet hat. Dennoch operiert Dr. Nick oftmals auch gemeinsam mit Dr. Hibbert Patienten.
Erster Auftritt: Bart kommt unter die Räder (Bart Gets Hit by a Car)
Originalsprecher: Hank Azaria

### Dr. Marvin Monroe
Staffeln: 1, 2, 3, 4, 5, 15, 26
Dr. Marvin Monroe, synchronisiert von Manfred Erdmann, ist Psychiater und Eigentümer des Familientherapiezentrums Springfield. In diesem versucht er unter anderem die Probleme der Simpsons mit einer Elektroschocktherapie zu lösen, die jedoch scheitert. Er hasst arme Leute mit emotionalen Problemen, geistige Gesundheit und Patienten, die ihn auf seine „Geld-doppelt-zurück“-Garantie festnageln.
Die Figur taucht nur in den ersten fünf Staffeln auf. Lange Zeit wird er für tot gehalten, jedoch lässt er sich in einer späteren Folge (Fantasien einer durchgeknallten Hausfrau, Staffel 15) ein Autogramm von Marge geben, die in der Episode ein Buch herausgibt. Dass der Zuschauer ihn für tot hält, liegt u. a. daran, dass man einen Grabstein mit seinem Namen zu sehen bekommt. Außerdem sind die Sporthalle der Springfielder Grundschule und das Marvin-Monroe-Gedenk-Krankenhaus nach ihm benannt und es wird in einer Sonderfolge gefragt, welche „beliebten“ Figuren im letzten Jahr gestorben seien, worauf die Silhouetten von ihm und Zahnfleischbluter Murphy zu sehen sind. Hierbei wird erwähnt, dass keiner der beiden je beliebt war, was sein Verschwinden begründen könnte. In der Treehouse of Horror-Episode der 26. Staffel ist er kurz als Geist zu sehen.
Erster Auftritt: Eine ganz normale Familie (There’s No Disgrace Like Home)
Originalsprecher: Harry Shearer

## Senioren

### Jasper Beardley
Jasper Beardley, ursprünglich synchronisiert von Werner Abrolat, Gernot Duda, Ulrich Bernsdorff und Michael Rüth und später von Klaus Münster, ist ein 75-jähriger, 1,60 m großer und 60 kg schwerer Rentner mit weißem langen Bart. Er lebt im Altenheim von Springfield. Er wurde von Smithers angeschossen, hat ein Holzbein, ließ sich in der Episode Vertrottelt Lisa? im Kwik-E-Mart in einem Tiefkühlschrank einfrieren, um in der Zukunft wieder zu erwachen, und darf am Mittwoch und Freitag nicht die falschen Tabletten einnehmen, damit er nicht zu einem weißfelligen yetiähnlichen Geschöpf mutiert.
Erster Auftritt: Der Versager (Homer’s Odyssey)
Originalsprecher: Harry Shearer

### Hans Maulwurf
Hans Maulwurf bzw. Maulwurfmann (original: Hans Moleman), ursprünglich synchronisiert von Gernot Duda und Michael Rüth und später von Erich Ludwig und Andreas Seyferth, ist ein 1,32 m großer, 63,6 kg schwerer und je nach Episode 31- bis 80-jähriger Rentner. In einer Folge wird sein Name als „Ralph Melish“ angegeben. Hans ist extrem kurzsichtig, was ihn allerdings nicht daran hindert, Kraftfahrzeuge zu fahren. Seine Rolle ist stets die eines Pechvogels, der zumeist unverschuldet in missliche Situationen gerät. Häufig scheinen diese Situationen tödlich zu enden, dennoch ist er immer wieder in einer der nächsten Folgen lebendig zu sehen.
Erster Auftritt: Der Heiratskandidat (Principal Charming)
Originalsprecher: Dan Castellaneta

### Alter jüdischer Mann
Der alte jüdische Mann, synchronisiert von Hans-Rainer Müller, ist ein um die 80 Jahre alter jüdischer Rentner. Er lebt im Altenheim von Springfield. Asa ist mürrisch, unfreundlich, hat sowohl mit dem Kauen als auch mit dem Stuhlgang Probleme, braucht ein neues Herz, lässt auf Wunsch kostenlos die Hosen runter und fängt an zu singen und seine überschüssige Haut kann ihm dank des Luftwiderstands als Flughilfe dienen.
Erster Auftritt: Die Erbschaft (Old Money)
Originalsprecher: Hank Azaria

### Mrs. Glick †
Alice Glick, synchronisiert von Margit Weinert und Astrid Polak, war eine Rentnerin, die blaue Haare hat und blaue Kleidung getragen hat. In späteren Folgen lebte sie bis zu ihrem Tod im Altenheim von Springfield.
Mrs. Glick mochte Erotikfilme und zwang Kinder, ihre alten Bonbons zu essen.
Auf dem Flohmarkt verkaufte sie für 90 $ eine Pralinenschale, in die man laut ihr nur Pralinen hineinlegen kann. Sie stirbt in Staffel 23.
Erster Auftritt: Drei Freunde und ein Comic-Heft (Three Men and a Comicbook)
Originalsprecherin: Tress MacNeille, Cloris Leachman

### Ehepaar Winfield
Die Winfields sind die Nachbarn der Simpsons. Sylvia Winfield und ihr Mann mögen die Simpsons – besonders Homer – nicht so wirklich. In der Folge „Laura, die neue Nachbarin“, zieht das Paar weg und Ruth und Laura Powers ziehen dafür in ihr Haus ein.
Sylvia, synchronisiert wurde sie von Haide Lorenz, ist eine Rentnerin mit rosa Haaren, verheiratet mit Mr. Winfield.
Erster Auftritt: Der Versager (Homer’s Odyssey)
Originalsprecherin Mrs. Winfield: Russi Taylor, Maggie Roswell, Tracey Ullman
Originalsprecher Mr. Winfield: Dan Castellaneta

## Moes Taverne

### Morris „Moe“ Szyslak
Moe, im Deutschen gesprochen von Bernd Simon, ab der 29. Staffel von Gudo Hoegel, betreibt eine kleine, schmuddlige Taverne, die Homer, Carl und Lenny gerne aufsuchen. Moe ist in Marge verliebt und nutzt Streitigkeiten zwischen Homer und Marge für Annäherungsversuche. Er lebt in einer Bruchbude. In der Folge Die scheinbar unendliche Geschichte sieht man, dass er einst mit Edna Krabappel zusammen war.
Moe ist kein gebürtiger Amerikaner. In der Folge Geächtet sagt er zu seinen Gästen, dass er ein Dauervisum besitzt und aus Holland stamme, woraufhin er die Bar in den typischen niederländischen Holzschuhen verlässt. Moe war schon als Teenager mit Homer, Lenny und Carl befreundet. Allerdings wird mehrfach klar, dass diese Freundschaft nur dann besteht, wenn diese regelmäßig zu ihm in die Kneipe kommen. Als Homer einmal eine Weile kein Bier trinken durfte und daher nicht in die Kneipe kam, meinte Moe, dass er ihn hasse. Weiterhin ärgert sich Moe darüber, wenn Homer in andere Kneipen geht.
Moes bester Kunde ist der stets betrunkene Barney, der auch mit Homer, Lenny und Carl befreundet ist. Moe ist häufig das Opfer von Barts Telefonstreichen.
Moes eigentlicher Vorname ist offenbar nicht richtig festgelegt. Im Audiokommentar der Simpsons-Folge Auf in den Kampf diskutieren die Autoren über die Namen Morris, Moesha und Mohammar, wobei Morris der gebräuchlichste Name zu sein scheint, da Moes Freundin ihn so nannte.
Moe hat wenig Glück mit den Frauen: Das liegt unter anderem daran, dass er als hässlich dargestellt wird. Er vergrault oft mögliche Kandidatinnen mit seiner unbeholfenen und rüpelhaften Art und ist laut eigener Aussage „in der Damenwelt bekannt als: He, du da, hinter den Büschen!“. Er hat eine Schwäche für Marge und fungiert besonders in Geschichten, die außerhalb der Realität der Serie spielen, oft als Homers Rivale. Dennoch kann er sich ihren Namen nicht merken und nennt sie häufig „Midge“.
Moe hat Ende Dezember regelmäßig „Weihnachtsunfälle“ (gescheiterte Versuche, sich umzubringen). Er steckt beispielsweise seinen Kopf in den Backofen oder fährt mit dem Schlitten quer über einen Highway. Um ihn vor Depressionen zu bewahren, verbringen Lenny und Carl die Festtage mit ihm.
Bei einem wütenden Mob ist Moe stets an vorderster Front dabei, wobei er meist die Meute zu Ausschreitungen anstachelt. Er fungiert in dieser Situation durch seine derbe Sprache auch als Gegenstück der Vox populi zu Tingeltangel-Mel.
Moe hat in einigen Folgen der ersten Staffel noch ein anderes Design, so trägt er statt seinem blauen Hemd ein weißes und statt seiner dunkelblauen Schürze eine pinke und seine dunkelblaue Fliege ist ebenfalls pink, dazu hat er statt seinen grauen Haaren schwarze Haare.
Erster Auftritt: Es weihnachtet schwer (Simpsons Roasting on an open Fire)
Originalsprecher: Hank Azaria, Christopher Collins

### Barney Gumble
Barney, synchronisiert von Thomas Albus, früher von Gernot Duda und Michael Rüth, ist ein alkoholabhängiger Stammgast in Moes Taverne. Wenn er zeitweise trocken ist, trinkt er ersatzweise Kaffee, wird dann aber wieder abhängig, weil Moe den Kaffee mit Alkohol panscht. Sein Markenzeichen ist häufiges, ungeniertes und lautes Rülpsen, meist zum Ende eines Satzes.
Barney ist der beste Freund von Homer (zumindest wird er mehrfach so bezeichnet) und hatte auf der Highschool mit diesem gemeinsam ein Zimmer bewohnt. Barney war ein hochintelligenter Schüler, bis ihn Homer am Abend vor einer wichtigen Prüfung zum Biertrinken animiert hat, was sofort zu einer Abhängigkeit führte. Sein Talent tritt jedoch immer wieder hervor, wenn er mal ausnahmsweise nüchtern ist. Allerdings kommt es trotz der Freundschaft oft auch zu Konkurrenz unter den beiden, so etwa in der Episode Einmal als Schneekönig!, wo Barney Homer die Kundschaft stiehlt, als dieser in einem harten Winter einen Nebenjob als Schneeschieber ausübt. Weiterhin werden Homer und Barney in der Episode Homer, der Weltraumheld beide für einen Astronautenposten ausgewählt, den jedoch nur einer bekommen kann. Barney kann Homer beim Training klar schlagen, da er während dieser Zeit auf Alkohol verzichtete, und soll den Posten erhalten, wird jedoch wieder rückfällig, als es bei der Feier zu seiner Ernennung zum Astronauten alkoholfreien Champagner gibt. Daher fällt er aus und Homer darf ins All.
Seine Freundinnen waren Chloe, Daria und eine Unbekannte. Bei der Unbekannten wird offensichtlich auf Yoko Ono angespielt. Sein Gesangstalent fiel auf, als er singend auf dem Toilettenboden in Moes Taverne seinen Zahnstocher suchte.
Barney hatte in einigen Folgen der ersten Staffel noch ein anderes Aussehen. So hatte er statt seiner braunen Haare blonde und statt seines lachsfarbenen Hemdes trug er ein braunes, was in allen folgenden Staffeln nicht mehr der Fall ist.
Die deutsche Oi-Punk-Band Gumbles ist nach ihm benannt. Einige ihrer Lieder beginnen mit Zitaten von Barney.
Erster Auftritt: Es weihnachtet schwer (Simpsons Roasting on an open Fire)
Originalsprecher: Dan Castellaneta

### Sam
Sam ist ebenfalls Stammgast in Moes Taverne. Er trägt eine Kappe und eine Brille. Er besitzt einen Hund. Er sagt fast nie etwas und sitzt immer neben seinem Freund Larry. Sein deutscher Sprecher ist unbekannt.
Erster Auftritt: Der Versager (Homer’s Odyssey)
Originalsprecher: Hank Azaria

### Larry
Larry ist ein Freund von Sam (wahrscheinlich der beste) und hat kaum Haare, trägt Kontaktlinsen und ist laut Moe ein Schwein.
Gesprochen wurde er früher von Peter Musäus, Ivar Combrinck und Werner Abrolat.
Erster Auftritt: Der Versager (Homer Odyssey)
Originalsprecher: Harry Shearer, Dan Castellaneta

### Weitere Stammgäste
- Homer Simpson
- Lenny Leonard
- Carl Carlson

## Politiker

### Bürgermeister Joseph Quimby
Staffeln:
2, 3, 4, 5, 6, 7, 8, 9, 10, 11, 12, 13, 14, 15, 16, 17, 18, 19, 20, 21, 22, 23, 24, 25, 26, 27
Joseph Fitzgerald O’Malley Fitzpatrick O’Donnell The Edge Quimby, ursprünglich synchronisiert von Gunnar Möller, Manfred Erdmann und Randolf Kronberg und später von Michael Schwarzmaier, ist der korrupte und äußerst unfähige Bürgermeister von Springfield, der trotz der vielen Kritik an seiner Amtsführung immer wieder gewählt wird.
Quimby veruntreut oft Geld aus dem Budget der Stadt für Privaturlaube auf Aruba oder ein privates Schwimmbad im altrömischen Stil. Quimbys Hang zur Korruption manifestiert sich schon in seinem Siegel, das die lateinische Aufschrift corruptus in extremis trägt. Er hat zahlreiche Affären mit Models, Sekretärinnen und anderen jungen Damen und lebt daher in ständiger Angst vor Entdeckung durch seine Ehefrau, deren äußeres Erscheinungsbild stark an Jacqueline Kennedy angelehnt ist. Quimby ist wie Ted Kennedy Mitglied der Demokratischen Partei.
Erster Auftritt: Der Musterschüler (Bart Gets An F)
Originalsprecher: Dan Castellaneta

### Freddy Quimby
Staffeln:
5, 7, 8, 9, 10, 17, 18
Freddy Quimby, synchronisiert von Ivar Combrinck, ist der 18-jährige Neffe von Joseph Quimby. Er neigt bei Unzufriedenheit dazu, sehr schnell aggressiv und handgreiflich zu werden, hat ebenso wie Walt Disney und Adolf Hitler das „böse Gen“ und er ging in der 4. Klasse von der Schule.
Erster Auftritt: Bart packt aus (The Boy Who Knew Too Much)
Originalsprecher: Dan Castellaneta

### Mary Bailey
Staffeln:
2, 14, 16
Mary Bailey, synchronisiert von Astrid Polak, ist Gouverneurin des Staates, in dem Springfield liegt. In der Folge Frische Fische mit drei Augen führt sie einen erbitterten Wahlkampf gegen C. M. Burns, der sie mit seiner Hetzpropaganda beinahe vom Regierungsposten vertreiben kann. Einen weiteren Auftritt hat Bailey in der Folge Homer, die Ratte, als in Springfield ein Opernhaus zum Staatsgefängnis umfunktioniert wird.
Erster Auftritt: Frische Fische mit drei Augen (Two Cars in Every Garage and Three Eyes on Every Fish)
Originalsprecherin: Tress MacNeille, Maggie Roswell

## Rechtswesen

### Roy Snyder
Richter Roy Snyder, ursprünglich synchronisiert von Gernot Duda und Willi Röbke und später von Manfred Erdmann, ist Richter und Preisrichter bei Wet-T-Shirt-Contests. Er hat schwarze Haare, dunkle Haut (in älteren Folgen gelbe Haut) und einen Kinnbart. Er urteilt meist nach dem Prinzip „Jungs sind eben Jungs“, weshalb minderjährige Unruhestifter wie Bart und Milhouse bei ihm generell ganz ohne Bestrafung davonkommen. Sein Hobby ist Angeln. Seine Liebschaft war Lindsey Naegle und sein Feind ist Rechtsanwalt Lionel Hutz, weil dieser mehrmals Snyders Frau und seinen Sohn überfuhr.
Erster Auftritt: Der Clown mit der Biedermaske (Krusty gets Busted)
Originalsprecher: Harry Shearer, Dan Castellaneta

### Constance Harm
Constance, gesprochen von Inge Solbrig, ist die Urlaubsvertretung von Roy Snyder und eine grausame Richterin. Sie ist humorlos, knallhart und kinderlos. In einem Prozess gegen Bart erwähnt sie sogar, dass sie keine Kinder mag. Ihr Hausboot im 1 Oceanview Drive wurde von Homer und Marge während dieses Prozessverlaufs gegen Bart versenkt. Constance Harm war früher einmal männlich.
Erster Auftritt: Ich bin bei dir, mein Sohn (The Parent Rap)
Originalsprecherin: Jane Kaczmarek

### Lionel Hutz
Lionel Hutz ist Rechtsanwalt. Gesprochen wird er ursprünglich von Christoph Lindert, später von Berno von Cramm. Als Rechtsanwalt wird er von der Familie Simpson bzw. einzelnen Familienmitgliedern in deren diversen Rechtsstreitigkeiten häufig mit Mandaten betraut, auch wenn seine Qualitäten im Gerichtssaal in der Regel auch für Laien erkennbar begrenzt sind. Art und akademischer Hintergrund seiner juristischen Ausbildung sind auch unbekannt. Lionel Hutz hat bereits als Testamentsvollstrecker, Schuster und Immobilienmakler gearbeitet. Seine Anwaltskanzlei trägt das Motto: „I can’t believe, it’s a law firm!“ (Ich glaub’s nicht, es ist eine Anwaltskanzlei!) und liegt in der Springfield Mall.
Er war auch einer der vielen Ehemänner Selmas. Lionel mag die Vorstellung einer Welt ohne Rechtsanwälte nicht, in der alle Menschen in Frieden leben. Sein Feind ist Richter Roy Snyder, weil er wiederholt dessen Sohn überfuhr.
Erster Auftritt: Bart kommt unter die Räder (Bart Gets Hit by a Car)
Originalsprecher: Phil Hartman

### Blauhaariger Anwalt
Sein Name ist nicht bekannt, was auch Homer in Simpsons Comics#10 erwähnt: Homer: „Meine Damen, Herren Geschworenen: Der blauhaarige Anwalt!“ Anwalt: „Ich habe einen Namen!“ Homer: „Natürlich.“ Am häufigsten wird er von Ulrich Frank und Hans-Georg Panczak gesprochen. Er hat blaue Haare, ein langes Gesicht, eine große Brille, einen blassen Teint, eine nasale Stimme, ein Jurastudium und er ist Republikaner. Anders als Lionel Hutz ist er ein sehr kompetenter und erfolgreicher Anwalt, der fast nie einen Prozess verloren hat. Er ist persönlicher Anwalt von Mr. Burns und arbeitet für „Luvum & Burnham – Familienanwälte“. Außerdem beschäftigt er eine augenscheinlich aus der Südsee stammende Assistentin namens Ua (Wortspiel mit der englischen Frage: „You are?“).
Der blauhaarige Anwalt wurde an das Aussehen und die Rollen des Schauspielers Charles Lane angelehnt.
Erster Auftritt: Bart kommt unter die Räder (Bart Gets Hit by a Car)
Originalsprecher: Dan Castellaneta

### Gil Gunderson (Der alte Gil)
Gil Gunderson, synchronisiert von Tobias Lelle, versucht sich in den verschiedensten Jobs, zumeist als Verkäufer oder Anwalt, kann sich aber in keiner Anstellung länger als eine Episode halten. Gil redet von sich selbst oft in der dritten Person („Das könnt ihr dem alten Gil doch nicht antun!“).
Erster Auftritt: Todesfalle zu verkaufen (Realty Bites)
Originalsprecher: Dan Castellaneta

## In der Kirche

### Reverend Timothy Lovejoy
Timothy Lovejoy, früher synchronisiert in der 1. Staffel von Ulrich Bernsdorff, später von Ivar Combrinck, jetzt von Walter von Hauff, ist der presbylutheranische Pfarrer der Kirchengemeinde, der die Simpsons angehören. Die Presbylutheraner sind ein fiktiver Zusammenschluss verschiedener protestantischer Konfessionen. Seine Ausbildung bestand aus einem Priesterseminar in den 1970ern. Außerdem ist er seit zehn Jahren Eheberater. Sein Hobby sind Modelleisenbahnen. Timothy hasst die National Football League, die Katholiken und warme Betten am Sonntagmorgen und ist außerdem von Ned Flanders frommen Gehabe genervt.
Mitte der siebziger Jahre kam er nach Springfield um seinen Mittmenschen zu helfen doch nachdem er auf Ned Flanders traf, wurde er immer weniger geneigt seinen Mittmenschen tatsächlich zu helfen was in der Folge 22 von Staffel 8 "Marge als Seelsorgerin" (In Marge We Trust) thematisiert wird.
Er ist hobbymäßiger Eheberater zusammen mit seiner Frau Helen Lovejoy. Außerdem hatten er und seine Frau für kurze Zeit in der deutschen Synchronisation den Nachnamen Gottlieb was aber nach kurzer Zeit wieder geändert worden ist, die Variante seines Nachnamens kann man in Folge 6 Staffel 2 "Der Wettkampf" (Dead Putting Society) hören als Ned Flanders ihn mitten in der Nacht anruft und fragt ob Reverend Gottlieb abgehoben hätte.
Erster Auftritt: Bart köpft Oberhaupt (The Telltale Head)
Originalsprecher: Harry Shearer

### Helen Lovejoy
Helen Lovejoy wurde in der 1. Staffel von Linda Joy synchronisiert, später u. a. von Michèle Tichawsky, Astrid Polak und Sonja Reichelt. Aufgewachsen ist sie in einem kleinen Haus in der Prärie, wo die einzige Beschäftigung für eine junge Frau das Pressen von Heuballen oder das Reparieren der Pressmaschine für die Heuballen war. Helen bekämpfte die Langeweile, indem sie sich auf dem Laufenden hielt, was die persönlichen Affären der Nachbarn angeht. Als ein schneidiger junger Bibelverkäufer aus Springfield namens Timothy Lovejoy vor ihrer Tür stand, wurde sie von seinem guten protestantischen Aussehen und seinen aufregenden Geschichten aus der großen Stadt verzaubert. Aus alter Gewohnheit streute sie versehentlich ein Gerücht über sich und Lovejoy, weshalb die beiden gezwungen waren, zu heiraten.
In der Folge Hochzeit kommt vor dem Fall (20. Staffel) bemerkt der Parsons, das Oberhaupt der Presbylutheranischen Kirche an, dass er Helen Lovejoy noch unter ihrem Mädchennamen Helen Schwartzbound kennt und dann, dass er sie eigentlich sogar noch als Harold Schwartzbound kennt, ein Hinweis darauf, dass Lovejoy ihr Geschlecht geändert hat.
Helen ist Pfarrersassistentin, Gerüchteverbreiterin und Geschworene. Ihr Hobby sind Stickereien mit Psalmen. In älteren Folgen war ihr Erkennungssatz „Kann denn niemand hier (auch nur einmal) an die Kinder denken?“
Erster Auftritt: Der schöne Jacques (Life on the Fast Lane)
Originalsprecherin: Maggie Roswell, Marcia Mitzman Gaven

### Jessica Lovejoy
Jessica Lovejoy, gesprochen von Jennifer Wippich, ist eine Schülerin und die Tochter von Helen und Timothy Lovejoy. Einmal war sie Barts Freundin. Sie kann Jungs dazu bringen, zu tun, was sie will, bekommt ausschließlich Einsen, trägt pinke Kleidung und ihre Haare sind lang, schwarz, üppig und sie riechen nach roten Fruchtgummis. Jessica kann den Taktstock wirbeln lassen und nahm zusammen mit ihrem Vater an der Show „Robot Rumble“ teil, ihr Roboter verlor jedoch gegen Barts Häuptling Knock-a-Homer.
Sie bekam Schulverweise wegen Rohrbomben, dem Aufruhr im Gesangsverein und der Explosion in der Toilette. Ihre Hobbys sind den Feueralarm auslösen, die Jebediah-Springfield-Statue mit Klopapier bewerfen, extremes Skateboarden, vor dicken Leuten im Diätcenter Eis essen und in der Kirche den Klingelbeutel klauen.
Erster Auftritt: Barts Freundin (Bart’s Girlfriend)
Originalsprecherin: Meryl Streep

## Bei der Mafia

### Anthony ‚Fat Tony‘ D’Amico
Fat Tony, abwechselnd synchronisiert von Manfred Erdmann, Willi Röbke und Bernd Simon, ist Mafioso und Anführer der Springfielder Mafia. Der Mafioso hat einen dicken Körper und raucht oft eine Zigarre. Er hat einen Sohn namens Michael, der zeitweise die Grundschule von Springfield besucht.
Erster Auftritt: Verbrechen lohnt sich nicht (Bart the Murderer)
Originalsprecher: Phil Hartman, Joe Mantegna

### Legs
Legs ist ein Kumpel von Fat Tony und ebenfalls Mafioso. Er hat eine tiefe Stimme und wird unter anderem von Thomas Rauscher synchronisiert.
Erster Auftritt: Verbrechen lohnt sich nicht (Bart the Murderer)
Originalsprecher: Harry Shearer

### Louie
Louie ist ebenfalls Mafioso und Kumpel von Fat Tony. Er hat eine hohe, quietschige Stimme. Synchronisiert wird er u. a. von Tobias Lelle.
Erster Auftritt: Verbrechen lohnt sich nicht (Bart the Murderer)
Originalsprecher: Dan Castellaneta

### Johnny (Schmallippe)
Johnny redet wenig und ist Fat Tony deshalb nicht sehr hilfreich. Trotzdem ist er sein Kumpel und Mafioso. Deutscher Synchronsprecher ist Hans-Georg Panczak.
Erster Auftritt: O mein Clown Papa (Insane Clown Poppy)
Originalsprecher: Hank Azaria

## In der Stadt

### Jacques Brunswick
Jacques Brunswick, synchronisiert von Holger Schwiers, ist ein leidenschaftlicher Bowlingspieler, der schon einmal ein Verhältnis mit Marge hatte. Er ist französischer Abstammung und gibt Bowlingunterricht. Bart rast u. a. im Vorspann (Staffel 2–20) bei ihm mit dem Skateboard vorbei.
Der Name Brunswick basiert auf dem einer der weltweit größten Firmen für Bowlingkonzepte und -zubehör. Sein Auftreten als aufdrängender Lover ist eine Anspielung an Pepe Le Pui aus Looney Tunes.
Erster Auftritt: Der schöne Jacques (Life on the Last Lane)
Originalsprecher: Albert Brooks

### Disco Stu
Disco Stu wird gesprochen von Gudo Hoegel, ist ein Anhänger der Disco-Musik, für die ihn Marge als Jugendliche begeisterte. Sein Kleidungsstil entspricht dem der 1970er Jahre. Er ist, wie auch Moe, in Marge verliebt, was oft bei Partys zu sehen ist, da er sie stets zu einem Tänzchen auffordert. Disco Stu hat seine eigene spezielle Art, sich auszudrücken. Er spricht immer in der 3. Person, wenn er über sich redet („Disco Stu hat geredet mit du!“).
Erster Auftritt: Die bösen Nachbarn (Two Bad Neighbors)
Originalsprecher: Hank Azaria

### Eleanor Abernathy (Katzenlady)
Dr. Eleanor Abernathy, besser bekannt als Katzenlady, ist eine etwa 40-jährige, offenbar geisteskranke Frau, die Unmengen von Katzen besitzt und mit ihnen Leute bewirft. Sie war ursprünglich Anwältin, die zusätzlich ein Medizinstudium abgeschlossen hatte und eine typische Karrierefrau. Um ihre Einsamkeit zu überwinden, kauft sie sich die erste Katze und verfällt dann dem Animal Hoarding, dem Messie-Syndrom und der Alkoholsucht. Deutsche Synchronsprecherin ist Inge Solbrig.
Erster Auftritt: Die neuesten Kindernachrichten (Girly Edition)
Originalsprecherin: Tress MacNeille

### Prof. Frink
Prof. John Frink, gesprochen unter anderem von Ivar Combrinck, Peter Musäus und Kai Taschner, ist Wissenschaftler und Erfinder. Seine Entwicklungen und Erfindungen zeichnen sich dadurch aus, dass sie für gewöhnlich keinen alltäglichen Nutzen haben. Sein Markenzeichen ist eine Brille mit sehr dicken Gläsern, durch die man seine Augen nicht erkennen kann.
Erster Auftritt: Die Erbschaft (Old Money)
Originalsprecher: Hank Azaria

### Kirk van Houten
Kirk van Houten, ursprünglich gesprochen von Fritz von Hardenberg und später von Reinhard Brock, ist Milhouse’ Vater, der sich einmal von seiner Frau Luann scheiden ließ. Später fanden sie sich wieder zusammen. In älteren Folgen war er der Vorsteher einer regionalen Keksfabrik. Nach seiner Entlassung und seiner Scheidung folgte der soziale Abstieg, seitdem steht er für den geschiedenen Versagervater, der immer wieder verschiedene Billigarbeiten verrichtet. Während er von seiner Frau geschieden war, wohnte er in einem Single-Apartment.
Erster Auftritt: Liebe und Intrige (Bart’s Friend falls in Love)
Originalsprecher: Hank Azaria

### Luann van Houten
Luann van Houten, unter anderem synchronisiert von Astrid Polak, ist Milhouse’ Mutter. Sie ließ sich für eine Zeit lang von ihrem Mann Kirk scheiden. Später fanden sie wieder zusammen. In der Zeit, als sie geschieden war, hatte sie mehrere Verhältnisse mit anderen Männern, unter anderem einem Mitglied der American Gladiators.
Erster Auftritt: Der Ernstfall (Homer Defined)
Originalsprecher: Maggie Roswell

### Shauna Tifton (Prinzessin Kashmir)
Shauna Tifton, synchronisiert von Linda Joy in Staffel 1, ist eine Gogo-Tänzerin, die u. a. einmal in Moes Bar auftrat.
Erster Auftritt: Homer als Frauenheld (Homer’s Night Out)
Originalsprecher: Maggie Roswell und Pamela Hayden

### Snake
Snake ist ein Krimineller, Frauenheld und Raucher. Aktueller Synchronsprecher ist Willi Röbke. Er sitzt die meiste Zeit im Gefängnis, aus dem er regelmäßig ausbricht. Snake raubt gern Läden aus (bevorzugt den Kwik-E-Mart). Er hat einen Sportwagen namens „Li’l bandit“, einen Sohn namens Jeremy und eine Boa Constrictor, die Snake Jr. heißt. Er trägt seine Schachtel Zigaretten unter einem Ärmel seines T-Shirts. Bei seinen ersten Auftritten wird er lediglich als Jailbird (Knastvogel) bezeichnet. Einer seiner besten Freunde ist Otto Mann und sie verbringen einige Zeit zusammen wenn er nicht grad im Gefängnis sitzt, so haben sie z. B. in Folge 21 Staffel 3 "Der Fahrschüler" (The Otto Show) ein Konzert von der Band Spinal Tap besucht.
Erster Auftritt: Kampf dem Ehekrieg (The War of the Simpsons)
Originalsprecher: Hank Azaria

### Jeremy Peterson (pickliger Teenager)
Jeremy Peterson, gesprochen von Niko Macoulis, ist ein jugendlicher, extrem aknebedeckter Junge. Er hat eine nervige, singende Stimme, die darauf zurückzuführen ist, dass er in der Pubertät ist. Seine Mutter ist Küchenhilfe Doris Peterson.
Er ist eine Anspielung auf die schlecht bezahlten Teenager in den USA. So war er schon Angestellter am Drive-in-Bestellschalter oder hinter der Kasse bei Krusty Burger, Geisterbahn-Vampir, Zöllner, Angestellter bei Sprawl-Mart (in Anlehnung an Wal-Mart, was in dieser Episode jedoch geleugnet wird), Angestellter bei IRS Burger, Angestellter in „Barney’s Bowlarama“ und Angestellter im „Sole Provider“. Auch im Film ist er dabei, ganz am Ende als Putzkraft am Ende des Abspanns, wobei man erfährt, dass er auf der Filmhochschule war und in diesem Moment der Produktionsassistent ist, der eigentlich als billige Aushilfskraft ausgebeutet wird.
Erster Auftritt: Wenn Mutter streikt (Homer Alone)
Originalsprecher: Dan Castellaneta

### Agnes Skinner
Agnes Skinner, synchronisiert von Margit Weinert, Alice Franz und Eva-Maria Lahl, ist Rektor Skinners Mutter. Ihr Sohn, Rektor Skinner, wohnt noch bei ihr. Sie führt ein strenges Regiment und bevormundet ihren Sohn. Einmal hatte sie mit dem Comicbuch-Verkäufer eine kurzzeitige Affäre und jetzt ist sie mit Oberschulrat Chalmers zusammen. Zusammen mit Homer, Marge und ihrem Sohn Seymour gewann sie die Curlingmeisterschaft.
Erster Auftritt: Tauschgeschäfte und Spione (The Crepes of Warth)
Originalsprecher: Tress MacNeille

### Cletus und Brandine Del Roy/Spuckler
Cletus (Originalsprecher: Hank Azaria, im Deutschen Peter Musäus) und Brandine (Originalsprecherin: Tress MacNeille, im Deutschen Eva-Maria Lahl) verkörpern das in Amerika weit verbreitete Klischee der ungebildeten und einfältigen Hinterwäldler (Hillbillies). Sie hausen außerhalb von Springfield in einer primitiven Holzhütte und haben je nach Episode zwischen 7 und 27 Kinder. Cletus arbeitet normalerweise als Farmer, in manchen Episoden schlägt er sich auch mit Jobs wie dem Aufsammeln von Tierkadavern von der Straße oder dem Verkauf von Gemüse durch, während Brandine unter anderem bereits bei McDonald’s, Hooters und in diversen Striptease-Bars gearbeitet hat.
Die beiden leben in einem nicht näher definierten inzestuösen Verhältnis zueinander (Cletus, du bist der beste Ehemann und Sohn, den man sich wünschen kann, auf der anderen Seite ist auf einem Stammbaum zu sehen, dass Brandine die Tochter aus einem Verhältnis von Cletus und einem Alien ist; entsprechend antwortet sie auf die Frage nach ihrem Verwandtschaftsverhältnis in einer Episode, sie wären alles Mögliche). Brandine und Cletus sind nicht besonders intelligent, was sich vor allem in ihrer Sprechweise äußert: Sie machen im englischen Original viele grammatikalische Fehler (Cletus, you coward! Is you man or turtle?), während sie in der deutschen Fassung eher nuscheln und mehr oder weniger stark lispeln. Jedoch verfügt Cletus trotz seiner offenkundigen Beschränktheit über eine schöne, verschnörkelte Unterschrift.
Erster Auftritt Cletus: Bart gewinnt Elefant! (Bart gets an Elephant)
Erster Auftritt Brandine: Bei Simpsons stimmt was nicht (Home Sweet Homediddly-Dum-Doodily)

### Mary Spuckler
Mary Wrestlemania Spuckler ist die Tochter von Cletus und Brandine Del Roy/Spuckler. Die Beziehung zwischen Bart und Mary ist ein zweimal wiederkehrendes Thema in der 24. Staffel. Sie ist viel intelligenter als die anderen Spucklers (als Grund hierfür wird in der Folge „Moonshine River“ genannt, dass sie als Kind echte Milch bekommen hat, anstatt weißer Farbe), hat ein Herz für Tiere und ist eine sehr begabte Musikerin und Songwriterin. Zeitweise lebt sie in New York.
Erster Auftritt: Rinderwahn (Apocalypse Cow)

### Manjula Nahasapeemapetilon
Manjula Nahasapeemapetilon, synchronisiert von Natascha Geisler, ist Apus Ehefrau. Gemeinsam haben sie Achtlinge.
Erster Auftritt: Hochzeit auf Indisch (The Two Mrs. Nahasapeemapetilons)
Originalsprecher: Tress MacNeille

### Zahnfleischbluter Murphy †
Staffeln: 1, 2, 3, 4, 5, 6
Zahnfleischbluter Murphy, in den ersten Folgen synchronisiert von Fred Klaus, später von Donald Arthur, (Im Original heißt er „Bleeding Gums“ Murphy) ist ein schwarzer Jazzmusiker und der Saxophonlehrer von Lisa, der Einzige, der sie wohl wirklich verstanden hat. Er starb in der Episode Zu Ehren von Murphie. Bei seinem Tod wird angedeutet, dass er der verschollene Bruder von Dr. Julius Hibbert ist. Vor längerer Zeit begann er eine vielversprechende musikalische Karriere, als er die Platte Sax on the Beach veröffentlichte und in der Tonight Show von Steve Allen auftrat. Durch sein Hobby, Fabergé-Eier zu kaufen und zu zertrümmern, verlor er jedoch viel Geld. In der erwähnten Folge kaufte Bart ein erhaltenes Exemplar der Schallplatte für Lisa zum Preis von 500 $. Lisa veranlasst daraufhin, dass zu Ehren von Zahnfleischbluter Murphy ein Lied daraus, Jazzman (eine Anspielung auf Jazzman von Carole King), von der örtlichen Radiostation gespielt wird.
Seinen Spitznamen trägt Murphy laut eigener Aussage, weil er nie bei einem Zahnarzt war.
Erster Auftritt: Lisa bläst Trübsal (Moaning Lisa)
Originalsprecher: Ron Taylor, Daryl L. Coley

### Reicher Texaner
Der namenlose reiche Texaner, abwechselnd gesprochen von Willi Röbke und Hartmut Neugebauer, ist bekannt dafür, umweltzerstörende Projekte zu initiieren. Er beleidigt gerne andere Personen und zeigt seine Freude am liebsten durch seine zwei Revolver, mit denen er in die Luft schießt, während er von einem Bein auf das andere hüpft und „jihaa“ schreit. Er trägt oft einen riesigen Cowboyhut und fährt einen luxuriösen Wagen mit den Hörnern eines Longhorns auf dem Kühler. Er ist offensichtlich Mitglied der republikanischen Partei und häufig zu sehen, wenn sich deren Mitglieder aus Springfield treffen.
Erster Auftritt: Vom Teufel besessen $pringfield (Or, How I Learned to Stop Worrying and Love Legalized Gambling)
Originalsprecher: Dan Castellaneta

### Hyman Krustofski †
Hyman Krustofski, synchronisiert von Donald Arthur, Ivar Combrinck und Michael Rüth, ist der Rabbi der jüdischen Gemeinde Springfields und der Vater von Krusty dem Clown. Er hat seinen Sohn vor Jahren verstoßen, da er dessen Berufswahl nicht akzeptierte, da er diesen als nicht ehrenwert und unter der Würde seines Sprösslings empfand. In der Episode Der Vater eines Clowns erreichen Bart und Lisa jedoch eine Versöhnung von Vater und Sohn, indem sie Rabbi Krustofski mithilfe eines Zitates von Sammy Davis Jr. zeigen, dass Entertainer mehr können (müssen) als Schabernack zu treiben.
Hyman Krustofski spricht mit jiddischem Akzent und tituliert seinen Sohn Krusty auch gerne mit ebenfalls jiddischen Kosenamen (Bubele, Schmock).
Erster Auftritt: Der Vater eines Clowns (Like Father, like Clown)
Originalsprecher: Jackie Mason und Dan Castellaneta

### Laura Powers
Laura, gesprochen von Ute Bronder, wohnt mit ihrer Mutter neben den Simpsons, im Haus, in dem früher die Winfields wohnten. Sie arbeitete als Babysitterin bei den Simpsons und Bart verliebte sich in sie, jedoch war Jimbo schon ihr Freund. Bart schaffte es zwar, beide auseinanderzubringen, aber seine Freundin wurde sie trotzdem nicht.
Erster Auftritt: Laura, die neue Nachbarin (The New Kid on the Block)
Originalsprecher: Sara Gilbert

### Ruth Powers
Ruth Powers, gesprochen von Inge Solbrig und Manuela Renard, ist Lauras Mutter und in einer Folge Nachbarin der Simpsons. Außerdem ist sie in einer Folge eine gute Freundin von Marge, mit der sie gelegentlich etwas unternimmt. Sie hat einen gewissen Hang zur Kriminalität; in einer Folge kommt sie gerade frisch aus dem Gefängnis. Ihre Ehe mit Lauras Vater endete in der Scheidung, was sie ihm immer noch nachträgt.
Erster Auftritt: Laura, die neue Nachbarin (The New Kid on the Block)
Originalsprecher: Pamela Reed, Maggie Roswell

### Drederick Tatum
Drederick Tatum, synchronisiert von Dirk Galuba, Willi Röbke und Axel Malzacher, ist der schwarze Boxchampion im Schwergewicht und offensichtlich das Springfield-Pendant zu Mike Tyson. Er ist schon oft mit dem Gesetz in Konflikt gekommen und saß auch im Gefängnis. Auffällig ist, dass er meistens lispelt.
Gemanagt wird er von Lucius Sweet, der dem legendären Box-Promoter Don King ähnlich sieht.
Erster Auftritt: Das achte Gebot (Homer vs. Lisa and the 8th Commandment)
Originalsprecher: Hank Azaria

### Bernice Hibbert
Bernice, im Deutschen synchronisiert von Ulrike Hötzel, Manuela Renard und Inge Solbrig, ist die Frau Dr. Hibberts, mit dem sie, je nach Folge, 3–5 Kinder hat. In ihrem Freundeskreis sind unter anderem Marge Simpson, Helen Lovejoy, Luann van Houten, Manjula Nahasapeemapetilon, aber auch Cookie Kwan und Lindsay Naegle. Anscheinend ist Bernice Hibbert Alkoholikerin.
Erster Auftritt: Betragen Mangelhaft (Bart's Dog gets an F)
Originalsprecherin: Tress MacNeille

### Gerald Samson
Gerald Samson ist wie Maggie ein sehr intelligentes Baby. Die beiden sind aber verfeindet. Auffällig sind seine zusammengewachsenen Augenbrauen. Dieses Merkmal ist auch bei seinen Eltern vertreten.
Gerald wurde am selben Tag wie Maggie im Springfielder Krankenhaus geboren. Dort hatten sie jedoch nur noch eine Windel übrig, welche Maggie bekam. Baby Gerald wurde stattdessen in eine Zeitung eingewickelt, wodurch er sich einen fürchterlichen Ausschlag holte. Für diesen unangenehmen Vorfall gibt er Maggie die Schuld und plant nun Rache an ihr.
Im neueren Intro sieht man in der Szene, wo Marge einkauft, wie Gerald und Maggie sich gegenseitig die Fäuste zeigen.
Erster Auftritt: Freund oder Feind (Sweet Seymour Skinner's Baadasssss Song)
Originalsprecher: Hank Azaria
(deutscher Synchronsprecher nicht vorhanden)

## Außerirdische

### Kang
Kang ist ein Außerirdischer vom Planeten Rigel 4 (bzw. 7). Eine Art Glaskuppel, die in der Form einer Pickelhaube gestaltet ist, umhüllt seinen Kopf, vermutlich um ihn vor dem für ihn nicht verträglichen Sauerstoff zu schützen. Charakteristisch für ihn und seine Schwester Kodos ist ihr dämonisches, oft überlanges Lachen und ihre Mäuler, aus denen ständig Sabber trieft. Er tritt praktisch nur in den Treehouse of Horror-Folgen auf. Der Name Kang ist eine Anspielung auf einen gleichnamigen Klingonen in Star Trek. Synchronisiert wurde er von Alexander Allerson, Ivar Combrinck und Willi Röbke.
Erster Auftritt: Horror frei Haus (Treehouse of Horror)
Originalsprecher: Harry Shearer

### Kodos
Kodos ist die Schwester von Kang, die nicht nur so aussieht wie er, sondern sich auch so verhält. In den früheren Episoden unterschieden sich ihre und Kangs Stimme noch, heute sind sie jedoch nicht mehr auseinanderzuhalten. Der Name Kodos stammt ebenfalls aus Star Trek von der Figur Kodos, der Henker. Synchronisiert wurde sie von Willi Röbke, Ivar Combrinck und Thomas Albus.
Erster Auftritt: Horror frei Haus (Treehouse of Horror)
Originalsprecher: Dan Castellaneta